# Список атомних підводних човнів СРСР та РФ

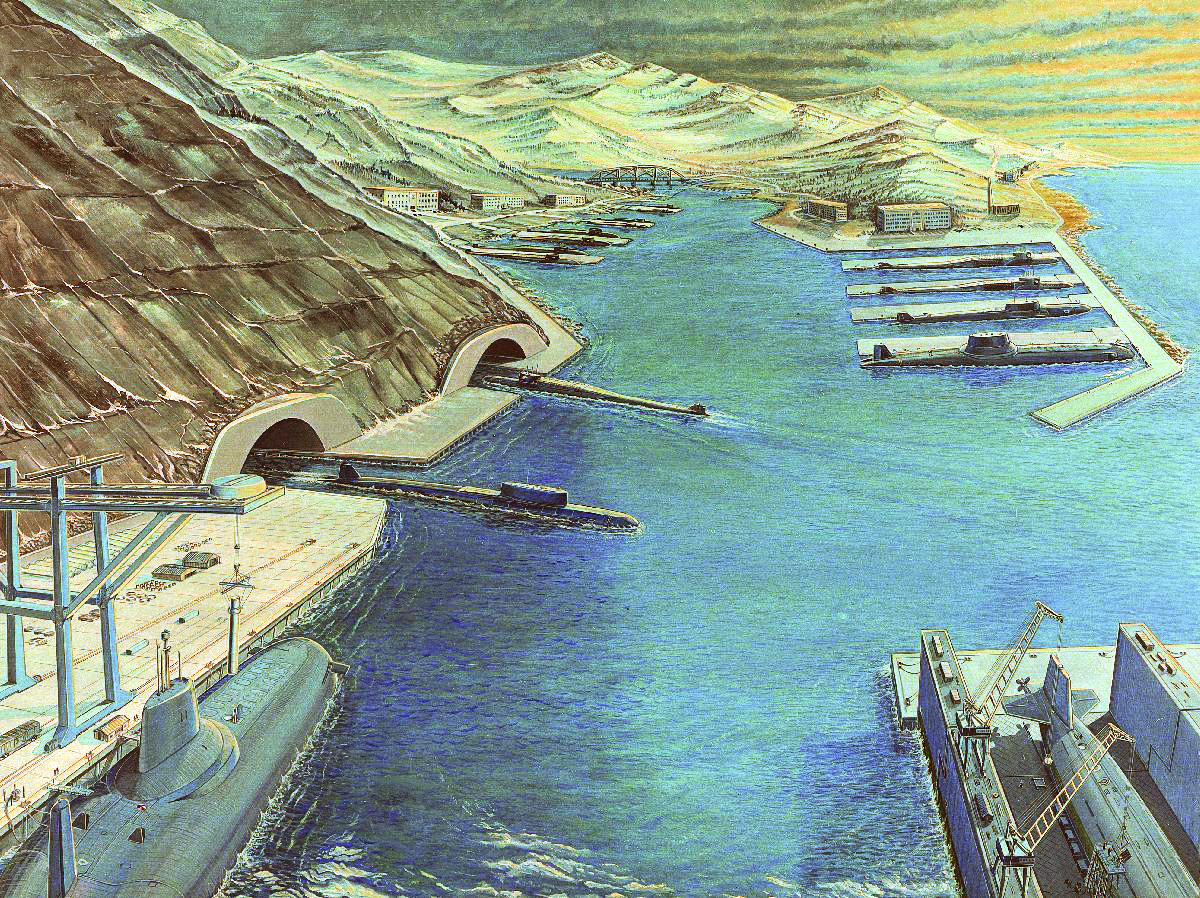
Малюнок з американського видання Soviet Military Power із зображенням радянської бази атомних підводних човнів проєктів «Дельта IV», «Оскар», «Тайфун»

Список атомних підводних човнів СРСР та РФ — перелік підводних човнів з ядерною силовою установкою, які були побудовані і перебували на озброєнні, а також розроблялися для ВМФ СРСР та ВМФ Російської Федерації, але не були завершені.
Історично першими атомний підводний човен побудували у США — у 1954 році ним став «Наутілус». У 1957 році до складу ВМС США увійшов другий підводний човен з ядерною силовою установкою, «Сівулф», обладнаний першим (і останнім у ВМС США) реактором з рідкометалевим теплоносієм. Поява цих кораблів стала значним стимулом для початку будівництва атомних підводних човнів у СРСР.
Першим радянським (і третім у світі) атомним підводним човном став спущений на воду у 1957 році і введений в експлуатацію в 1958 році ПЧ К-3 проєкту 627. 4 липня 1958 року о 10:03 вперше в історії ВМФ СРСР для руху корабля була використана атомна енергія. На відміну від перших американських АПЧ, які були експериментальними зразками, радянські АПЧ першого покоління споконвічно будувалися як серійні моделі й оснащувалися торпедами, балістичними і крилатими ракетами. Усі радянські АПЧ були укомплектовані водо-водяними реакторами потужністю 70 МВт, за винятком одного експериментального АПЧ проєкту 645, на якому були встановлені реактори з рідкометалевим теплоносієм.
До початку 1960-х років у СРСР випускалися АПЧ першого покоління: торпедні — 13 одиниць проєктів 627 та 627А і 1 експериментальний проєкту 645, з реактором з РМТ; ракетні — ПЧАРК — 5 одиниць проєктів 659 і 659Т, а також 29 одиниць проєкту 675; ПЧАРБ — 8 одиниць проєктів 658, 658М і 701. Човни першого і частково другого поколінь не відрізнялися збалансованістю тактико-технічних характеристик. Основна увага приділялася таким показникам як швидкість і глибина занурення. Але висока шумність і недосконалі системи гідроакустики робили радянські човни глухою та водночас зручною ціллю для противника.
Це підштовхнуло СРСР до розробки АПЧ другого покоління, які випускалися з другої половини 1960-х до 1975 років. До них відносяться 34 АПЧ за проєктом 667А «Навага». Згодом, за рахунок модернізації та вдосконалення, виникли проєкти 667АУ, 667Б «Мурена», 667БД «Мурена-М», 667БДР «Кальмар» і 667БДРМ «Дельфін».
Крім стратегічних розвинувся і напрямок багатоцільових підводних човнів. У 1967—1980 роках ВМФ СРСР отримав 17 АПЧ з тактичними протикорабельними ракетами і 7 АПЧ цього типу з рідиннометалевою АПЧУ. Після досягнення паритету між СРСР та США у морських стратегічних озброєннях та підписання міжнародних угод з обмеження стратегічних озброєнь частина стратегічних АПЧ переобладнали у носії крилатих ракет (проєкти 667АТ «Груша» та 667М «Андромеда») та АПЧ спеціального призначення (проєкти 09774 (667АН), 09786, 09787, 667АК «Аксон-1» і 09780 «Аксон-2»).
На початку 1980-х з'явилися човни третього покоління. Вони відрізнялися істотно більшою водотоннажністю і наявністю досконалішого озброєння. На цих човнах вперше встановили радіоелектронне озброєння. Як матеріал корпусу почали застосовувати титан і спеціальні сталеві сплави.
Наприкінці 1980-х років у Радянському Союзі були прийняті плани зі створення човнів четвертого покоління, але перші проєкти з'явилися тільки через десятиліття вже в Російській Федерації. У 1993 був закладений «Сєверодвінськ», головний корабель проєкту 855 «Ясень», в 1996 році — стратегічний ракетоносець «Юрій Долгорукій» проєкту 955 «Борей».
У березні 2014 року ЦКБ «Рубін» оголосило про плани ескізного проєктування підводних човнів 5-го покоління. З серпня 2016 року КБ «Малахіт» розпочало роботи над проєктом «Хаскі», атомного підводного човна п'ятого покоління.
За станом на 2022 рік до бойового складу ВМФ РФ входять 13 атомних підводних човнів з балістичними ракетами, 27 атомних підводних човнів із ракетно-торпедним озброєнням і 8 атомних підводних човнів спеціального призначення.

## Перелік атомних підводних човнів

### Підводні човни атомні торпедні (ПЧАТ)
| №                                                      | Назва                                               | Зображення                                          | Підтип | Водотон., т надв.підв.                              | Корабельня | Озброєння | Закладений Спуск на воду Введений                   | На службі | Доля | Прим. |
| Підводні човни проєкту 627, 627А «Кит» (13 одиниць)    | Підводні човни проєкту 627, 627А «Кит» (13 одиниць) | Підводні човни проєкту 627, 627А «Кит» (13 одиниць) | Підводні човни проєкту 627, 627А «Кит» (13 одиниць)                                                                                      | Підводні човни проєкту 627, 627А «Кит» (13 одиниць) | Підводні човни проєкту 627, 627А «Кит» (13 одиниць)                                                                  | Підводні човни проєкту 627, 627А «Кит» (13 одиниць) | Підводні човни проєкту 627, 627А «Кит» (13 одиниць) | Підводні човни проєкту 627, 627А «Кит» (13 одиниць) | Підводні човни проєкту 627, 627А «Кит» (13 одиниць) | Підводні човни проєкту 627, 627А «Кит» (13 одиниць) |
| ------------------------------------------------------ | --------------------------------------------------- | --------------------------------------------------- | --- | --------------------------------------------------- | --- | --- | --------------------------------------------------- | --- | --- | --- |
| 1                                                      | К-3 «Ленінський комсомол»                           |                                                     | проєкт 627 | 30654750                                            | завод № 402, Сєверодвінськ                                                                                           | 8 носових ТА калібру 533-мм (20 торпед, з них 6 з ядерною ГЧ потужністю 15 кілотонн) | 24 вересня 19559 серпня 195717 грудня 1958          | 1958–1991 | перетворюється на корабель-музей | 8 вересня 1967 року сталася пожежа на борту АПЧ; загинуло 39 людей |
| 2                                                      | К-5                                                 |                                                     | проєкт 627A | 30654750                                            | завод № 402, Сєверодвінськ                                                                                           | 8 носових ТА калібру 533-мм (20 торпед, з них 6 з ядерною ГЧ потужністю 15 кілотонн) | 13 серпня 19561 вересня 195827 грудня 1959          | 1959–1990 | 1 липня 1990 року виведений зі складу флоту; у 2005 році утилізований | |
| 3                                                      | К-8                                                 | 9 вересня 195731 травня 195931 грудня 1959          | проєкт 627A | 30654750                                            | завод № 402, Сєверодвінськ                                                                                           | 8 носових ТА калібру 533-мм (20 торпед, з них 6 з ядерною ГЧ потужністю 15 кілотонн) | 1959–1970                                           | 12 квітня 1970 року затонув з чотирма ядерними торпедами на борту унаслідок аварії на глибині 4680 м в 490 км на північний захід від Іспанії                                  | Перша втрата радянського атомного флоту. В аварії загинули 52 члени екіпажу. | |
| 4                                                      | К-14                                                | 2 вересня 195816 серпня 195930 грудня 1959          | проєкт 627A | 30654750                                            | завод № 402, Сєверодвінськ                                                                                           | 8 носових ТА калібру 533-мм (20 торпед, з них 6 з ядерною ГЧ потужністю 15 кілотонн) | 1959–1990                                           | 19 квітня 1990 року виведений зі складу флоту; у 2006 році утилізований | | |
| 5                                                      | К-52                                                | 8 липня 195928 серпня 196010 грудня 1960            | проєкт 627A | 30654750                                            | завод № 402, Сєверодвінськ                                                                                           | 8 носових ТА калібру 533-мм (20 торпед, з них 6 з ядерною ГЧ потужністю 15 кілотонн) | 1960–1987                                           | 16 вересня 1987 року виведений зі складу флоту; у 1997 році утилізований | | |
| 6                                                      | К-21                                                | 2 квітня 196018 серпня 196031 жовтня 1961           | проєкт 627A | 30654750                                            | завод № 402, Сєверодвінськ                                                                                           | 8 носових ТА калібру 533-мм (20 торпед, з них 6 з ядерною ГЧ потужністю 15 кілотонн) | 1961–1990                                           | 19 квітня 1990 року виведений зі складу флоту; у 2004 році утилізований | | |
| 7                                                      | К-11                                                | 31 жовтня 19601 вересня 196130 грудня 1961          | проєкт 627A | 30654750                                            | завод № 402, Сєверодвінськ                                                                                           | 8 носових ТА калібру 533-мм (20 торпед, з них 6 з ядерною ГЧ потужністю 15 кілотонн) | 1961–1990                                           | 19 квітня 1990 року виведений зі складу флоту; у 1998 році утилізований | | |
| 8                                                      | К-133                                               | 3 липня 19615 липня 196229 жовтня 1962              | проєкт 627A | 30654750                                            | завод № 402, Сєверодвінськ                                                                                           | 8 носових ТА калібру 533-мм (20 торпед, з них 6 з ядерною ГЧ потужністю 15 кілотонн) | 1962–1989                                           | 30 травня 1989 року виведений зі складу флоту; у 2008 році утилізований | | |
| 9                                                      | К-181                                               | 15 листопада 19617 вересня 196227 грудня 1962       | проєкт 627A | 30654750                                            | завод № 402, Сєверодвінськ                                                                                           | 8 носових ТА калібру 533-мм (20 торпед, з них 6 з ядерною ГЧ потужністю 15 кілотонн) | 1962–1987                                           | 16 вересня 1987 року виведений зі складу флоту; 1998 року утилізований | | |
| 10                                                     | К-115                                               | 4 квітня 196222 жовтня 196231 грудня 1962           | проєкт 627A | 30654750                                            | завод № 402, Сєверодвінськ                                                                                           | 8 носових ТА калібру 533-мм (20 торпед, з них 6 з ядерною ГЧ потужністю 15 кілотонн) | 1962–1987                                           | 16 липня 1987 року виведений зі складу флоту; 2004 року утилізований | | |
| 11                                                     | К-159                                               | 15 серпня 19626 червня 19639 жовтня 1963            | проєкт 627A | 30654750                                            | завод № 402, Сєверодвінськ                                                                                           | 8 носових ТА калібру 533-мм (20 торпед, з них 6 з ядерною ГЧ потужністю 15 кілотонн) | 1963–1989                                           | 30 травня 1989 року виведений зі складу флоту; 30 серпня 2003 року затонув поблизу острова Кильдин на глибині 170 метрів під час буксирування для утилізації. Загинуло 9 осіб | | |
| 12                                                     | К-42 «Ростовський комсомолець»                      | 28 листопада 196217 серпня 196330 листопада 1963    | проєкт 627A | 30654750                                            | завод № 402, Сєверодвінськ                                                                                           | 8 носових ТА калібру 533-мм (20 торпед, з них 6 з ядерною ГЧ потужністю 15 кілотонн) | 1963–1989                                           | 14 березня 1989 року виведений зі складу флоту; 2004 року утилізований | 10 серпня 1985 року виведений з експлуатації через наслідки аварії у бухті Чажма ядерної енергетичної установки на атомному підводному човні К-431, що потягла за собою людські жертви і радіоактивне зараження навколишнього середовища. Загинуло 10 осіб, значну дозу опромінення отримало 86 осіб, потерпіло 950 людей | |
| 13                                                     | К-50                                                | 14 березня 196216 грудня 196318 липня 1964          | проєкт 627A | 30654750                                            | завод № 402, Сєверодвінськ                                                                                           | 8 носових ТА калібру 533-мм (20 торпед, з них 6 з ядерною ГЧ потужністю 15 кілотонн) | 1964–1990                                           | 19 квітня 1990 року виведений зі складу флоту; 2007 року утилізований | | |
| Підводні човни проєкту 645 ЖМТ «Кит» (1 одиниця)       |                                                     |                                                     | |                                                     | | |                                                     | | | |
| 14                                                     | К-27                                                |                                                     | проєкт 645 ЖМТ «Кит» | 3 4144 370                                          | завод № 402, Сєверодвінськ                                                                                           | 8 носових ТА калібру 533-мм (20 торпед, з них 6 з ядерною ГЧ потужністю 15 кілотонн) | 15 червня 19581 квітня 196222 червня 1963           | 1963–1979 | 1 лютого 1979 року виведений зі складу флоту; 6 вересня 1982 року затоплений в затоці Степового на Південному острові Нової Землі | Експериментальний АПЧ, побудований за проєктом 645 ЖМТ з рідким металом в якості теплоносія. За аналогією з К-19 «Хіросімою» К-27, також відомий радіаційними аваріями, мав прізвисько «Нагасакі» |
| Підводні човни проєкту 671 «Йорш» (15 одиниць)         |                                                     |                                                     | |                                                     | | |                                                     | | | |
| 15                                                     | К-38                                                |                                                     | проєкт 671 | 4 2506 085                                          | завод № 196, Ленінград                                                                                               | 6 ТА калібру 533-мм (18 торпед) | 12 квітня 196328 липня 19665 листопада 1967         | 1967–1991 | 24 червня 1991 року виведений зі складу флоту; 2005 року утилізований | З 3 червня 1992 року — Б-38 |
| 16                                                     | К-69                                                | 31 січня 196422 грудня 19676 листопада 1968         | проєкт 671 | 4 2506 085                                          | завод № 196, Ленінград                                                                                               | 6 ТА калібру 533-мм (18 торпед) | 1968–1991                                           | 24 липня 1991 року виведений зі складу флоту; 2007 року утилізований | З 25 липня 1977 року — К-369; з 3 червня 1992 року — Б-369 | |
| 17                                                     | К-147                                               | 16 вересня 196417 червня 196825 грудня 1968         | проєкт 671 | 4 2506 085                                          | завод № 196, Ленінград                                                                                               | 6 ТА калібру 533-мм (18 торпед) | 1968–1997                                           | 8 вересня 1997 року виведений зі складу флоту; у березні 2008 року утилізований                                                                                               | З 3 червня 1992 року — Б-147 | |
| 18                                                     | К-53                                                | 16 грудня 196415 березня 196930 вересня 1969        | проєкт 671 | 4 2506 085                                          | завод № 196, Ленінград                                                                                               | 6 ТА калібру 533-мм (18 торпед) | 1969–1993                                           | 30 червня 1993 року виведений зі складу флоту; 2004 року утилізований | 19 вересня 1984 року за проходженні Гібралтарської протоки зіткнувся з суховантажем «Братство». З 3 червня 1992 року — Б-53 | |
| 19                                                     | К-306                                               | 20 березня 19684 червня 19694 грудня 1969           | проєкт 671 | 4 2506 085                                          | завод № 196, Ленінград                                                                                               | 6 ТА калібру 533-мм (18 торпед) | 1969–1991                                           | 24 липня 1991 року виведений зі складу флоту; 2009 року утилізований | З 3 червня 1992 року — Б-306 | |
| 20                                                     | К-323 «50 років СРСР»                               | проєкт 671К                                         | 6 ТА калібру 533-мм (18 торпед) ракетний комплекс морського базування РК-55 «Гранат» з крилатою ракетою стратегічного призначення КС-122 | 4 2506 085                                          | завод № 196, Ленінград                                                                                               | 5 липня 196814 березня 197029 жовтня 1970 | 1970–1993                                           | 30 червня 1993 року виведений зі складу флоту; 2006 року утилізований | З 20 грудня 1972 року — К-323 «50 років СРСР», з 3 червня 1992 року — Б-323 | |
| 21                                                     | К-370                                               | проєкт 671                                          | 6 ТА калібру 533-мм (18 торпед) | 4 2506 085                                          | завод № 196, Ленінград                                                                                               | 19 квітня 196926 червня 19705 грудня 1970 | 1970–1993                                           | 30 червня 1993 року виведений зі складу флоту; 2006 року утилізований | З 3 червня 1992 року — Б-370 | |
| 22                                                     | К-438                                               | проєкт 671                                          | 6 ТА калібру 533-мм (18 торпед) | 4 2506 085                                          | завод № 196, Ленінград                                                                                               | 13 червня 196923 березня 197115 жовтня 1971 | 1971–1995                                           | 4 серпня 1995 року виведений зі складу флоту; 2005 року утилізований | З 3 червня 1992 року — Б-438 | |
| 23                                                     | К-367                                               | проєкт 671                                          | 6 ТА калібру 533-мм (18 торпед) | 4 2506 085                                          | завод № 196, Ленінград                                                                                               | 14 квітня 19702 липня 19715 грудня 1971 | 1971–1994                                           | 5 липня 1994 року виведений зі складу флоту; 2006 року утилізований | З 3 червня 1992 року — Б-367 | |
| 24                                                     | К-314                                               | проєкт 671В                                         | 6 ТА калібру 533-мм (18 торпед) протичовновий ракетний комплекс «В'юга»                                                                  | 4 2506 085                                          | завод № 196, Ленінград                                                                                               | 5 серпня 197028 березня 19726 листопада 1972 | 1972–1989                                           | 14 березня 1989 року виведений зі складу флоту; 2011 року утилізований | 21 березня 1984 року під час американсько-корейських навчань човен К-314 протаранив американський авіаносець «Кітті-Хок», зазнавши певних пошкоджень; З 3 червня 1992 року — Б-367 | |
| 25                                                     | К-398                                               | проєкт 671М                                         | 6 ТА калібру 533-мм (18 торпед) | 4 2506 085                                          | завод № 196, Ленінград                                                                                               | 22 квітня 19712 серпня 197215 грудня 1972 | 1972–1995                                           | 4 серпня 1995 року виведений зі складу флоту; у 2004 році утилізований | З 3 червня 1992 року — Б-398 | |
| 26                                                     | К-454                                               | проєкт 671В                                         | 6 ТА калібру 533-мм (18 торпед) протичовновий ракетний комплекс «В'юга»                                                                  | 4 2506 085                                          | завод № 196, Ленінград                                                                                               | 24 липня 19715 травня 197330 вересня 1973 | 1973–1994                                           | 5 липня 1994 року виведений зі складу флоту; 2006 року утилізований | З 28 квітня 1992 року — Б-454 | |
| 27                                                     | К-462                                               | проєкт 671                                          | Ленінградське Адміралтейське об'єднання, Ленінград                                                                                       | 4 2506 085                                          | 6 ТА калібру 533-мм (18 торпед)                                                                                      | 3 липня 19721 вересня 197330 грудня 1973 | 1973–1993                                           | 30 червня 1993 року виведений зі складу флоту; 2006 року утилізований | З 3 червня 1992 року — Б-462 | |
| 28                                                     | К-469                                               | проєкт 671В                                         | Ленінградське Адміралтейське об'єднання, Ленінград                                                                                       | 4 2506 085                                          | 6 ТА калібру 533-мм (18 торпед) протичовновий ракетний комплекс «В'юга»                                              | 5 вересня 197310 червня 19744 вересня 1974 | 1974–1993                                           | 30 червня 1993 року виведений зі складу флоту; 2008 року утилізований | З 28 квітня 1992 року — Б-469 | |
| 29                                                     | К-481                                               | проєкт 671М                                         | Ленінградське Адміралтейське об'єднання, Ленінград                                                                                       | 4 2506 085                                          | 6 ТА калібру 533-мм (18 торпед)                                                                                      | 27 вересня 19738 вересня 197427 грудня 1974 | 1974–1992                                           | 3 липня 1992 року виведений зі складу флоту; 2002 року утилізований | З 3 червня 1992 року — Б-469 | |
| Підводні човни проєкту 671РТ «Сьомга» (7 одиниць)      |                                                     |                                                     | |                                                     | | |                                                     | | | |
| 30                                                     | К-387                                               |                                                     | проєкт 671РТ | 4 6737 190                                          | Червоне Сормово, Горький                                                                                             | 2 ТА калібру 650-мм та 4 ТА калібру 533-мм протичовновий ракетний комплекс «В'юга-53» і «В'юга-65» | 2 квітня 19712 вересня 197230 грудня 1972           | 1972–1995 | 4 серпня 1995 року виведений зі складу флоту; 2005 року утилізований | З 3 червня 1992 року — Б-387 |
| 31                                                     | К-371                                               | 27 лютого 197330 липня 197429 грудня 1974           | проєкт 671РТ | 4 6737 190                                          | Червоне Сормово, Горький                                                                                             | 2 ТА калібру 650-мм та 4 ТА калібру 533-мм протичовновий ракетний комплекс «В'юга-53» і «В'юга-65» | 1974–1996                                           | 31 липня 1996 року виведений зі складу флоту; 2002 року утилізований | З 3 червня 1992 року — Б-371 | |
| 32                                                     | К-495                                               | Ленінградське адміралтейське об'єднання, Ленінград  | проєкт 671РТ | 4 6737 190                                          | 28 вересня 197426 серпня 197530 грудня 1975                                                                          | 2 ТА калібру 650-мм та 4 ТА калібру 533-мм протичовновий ракетний комплекс «В'юга-53» і «В'юга-65» | 1975–1996                                           | 31 липня 1996 року виведений зі складу флоту; 2003 року утилізований | З 3 червня 1992 року — Б-495 | |
| 33                                                     | К-513                                               | Ленінградське адміралтейське об'єднання, Ленінград  | проєкт 671РТ | 4 6737 190                                          | 22 липня 197521 серпня 197627 грудня 1976                                                                            | 2 ТА калібру 650-мм та 4 ТА калібру 533-мм протичовновий ракетний комплекс «В'юга-53» і «В'юга-65» | 1976–1993                                           | 30 червня 1993 року виведений зі складу флоту; 2004 року утилізований | З 3 червня 1992 року — Б-513 | |
| 34                                                     | К-467                                               | Червоне Сормово, Горький                            | проєкт 671РТ | 4 6737 190                                          | 19 листопада 19747 травня 197629 грудня 1976                                                                         | 2 ТА калібру 650-мм та 4 ТА калібру 533-мм протичовновий ракетний комплекс «В'юга-53» і «В'юга-65» | 1976–1996                                           | 4 червня 1996 року виведений зі складу флоту; 2001 року утилізований | З 3 червня 1992 року — Б-467 | |
| 35                                                     | К-488                                               | Червоне Сормово, Горький                            | проєкт 671РТ | 4 6737 190                                          | 15 грудня 19768 жовтня 197729 жовтня 1978                                                                            | 2 ТА калібру 650-мм та 4 ТА калібру 533-мм протичовновий ракетний комплекс «В'юга-53» і «В'юга-65» | 1978–1993                                           | 30 червня 1993 року виведений зі складу флоту; 2002 року утилізований | З 3 червня 1992 року — Б-488 | |
| 36                                                     | К-517                                               | Ленінградське адміралтейське об'єднання, Ленінград  | проєкт 671РТ | 4 6737 190                                          | 23 березня 197724 серпня 197831 грудня 1978                                                                          | 2 ТА калібру 650-мм та 4 ТА калібру 533-мм протичовновий ракетний комплекс «В'юга-53» і «В'юга-65» | 1978–1993                                           | 30 червня 1993 року виведений зі складу флоту; 2005 року утилізований | З 3 червня 1992 року — Б-517 | |
| Підводні човни проєкту 671РТМ(К) «Щука» (26 одиниць)   |                                                     |                                                     | |                                                     | | |                                                     | | | |
| 37                                                     | К-524 «60 років Шефства ВЛКСМ»                      |                                                     | проєкт 671РТМ | 6 9907 250                                          | Ленінградське адміралтейське об'єднання, Ленінград                                                                   | 2 × 650-мм ТА (8 торпед типу 65-76), 4 × 533-мм ТА (16 торпед типу 53-65 або СЕТ-65) до 36 мін | 7 червня 197631 липня 197728 грудня 1977            | 1977–2002 | у 2002 році виведений зі складу флоту; 2008 року утилізований | З 15 лютого 1992 року — Б-524, з 1995 року — Б-524 «Західна Лица» |
| 38                                                     | К-507                                               | завод № 199, Комсомольськ-на-Амурі                  | проєкт 671РТМ | 6 9907 250                                          | 2 листопада 19771 жовтня 197830 листопада 1979                                                                       | 2 × 650-мм ТА (8 торпед типу 65-76), 4 × 533-мм ТА (16 торпед типу 53-65 або СЕТ-65) до 36 мін | 1979–1998                                           | 30 травня 1998 року виведений зі складу флоту; 2010 року утилізований | З 28 квітня 1992 року — Б-507 | |
| 39                                                     | К-247                                               | завод № 199, Комсомольськ-на-Амурі                  | проєкт 671РТМ | 6 9907 250                                          | 15 липня 197713 серпня 197830 грудня 1978                                                                            | 2 × 650-мм ТА (8 торпед типу 65-76), 4 × 533-мм ТА (16 торпед типу 53-65 або СЕТ-65) до 36 мін | 1978–1996                                           | 31 липня 1996 року виведений зі складу флоту; 2009 року утилізований | З 28 квітня 1992 року — Б-247 | |
| 40                                                     | К-255                                               | завод № 199, Комсомольськ-на-Амурі                  | проєкт 671РТМ | 6 9907 250                                          | 7 листопада 197920 липня 198026 грудня 1980                                                                          | 2 × 650-мм ТА (8 торпед типу 65-76), 4 × 533-мм ТА (16 торпед типу 53-65 або СЕТ-65) до 36 мін | 1980–1998                                           | 1998 року виведений зі складу флоту; 2005 року утилізований | З 3 червня 1992 року — Б-255 | |
| 41                                                     | К-324                                               | завод № 199, Комсомольськ-на-Амурі                  | проєкт 671РТМ | 6 9907 250                                          | 23 лютого 19807 вересня 198030 грудня 1980                                                                           | 2 × 650-мм ТА (8 торпед типу 65-76), 4 × 533-мм ТА (16 торпед типу 53-65 або СЕТ-65) до 36 мін | 1980–2000                                           | 2000 року виведений зі складу флоту; 2006 року утилізований | З 3 червня 1992 року — Б-324 | |
| 42                                                     | К-502 «Волгоград»                                   | проєкт 671РТМ(К)                                    | Ленінградське адміралтейське об'єднання, Ленінград                                                                                       | 6 9907 250                                          | 23 червня 197917 серпня 198031 грудня 1980                                                                           | 2 × 650-мм ТА (8 торпед типу 65-76), 4 × 533-мм ТА (16 торпед типу 53-65 або СЕТ-65) до 36 мін | 1980–2000                                           | 2000 року виведений зі складу флоту; 2006 року утилізований | З 3 червня 1992 року — Б-502, з 21 березня 1999 — Б-502 «Волгоград» | |
| 43                                                     | К-254                                               | проєкт 671РТМ(К)                                    | Ленінградське адміралтейське об'єднання, Ленінград                                                                                       | 6 9907 250                                          | 24 вересня 19776 вересня 197930 грудня 1979                                                                          | 2 × 650-мм ТА (8 торпед типу 65-76), 4 × 533-мм ТА (16 торпед типу 53-65 або СЕТ-65) до 36 мін | 1979–1998                                           | 30 травня 1998 року виведений зі складу флоту; 2003 року утилізований | З 3 червня 1992 року — Б-254 | |
| 44                                                     | К-527                                               | проєкт 671РТМ                                       | Ленінградське адміралтейське об'єднання, Ленінград                                                                                       | 6 9907 250                                          | 28 вересня 197824 липня 198130 грудня 1981                                                                           | 2 × 650-мм ТА (8 торпед типу 65-76), 4 × 533-мм ТА (16 торпед типу 53-65 або СЕТ-65) до 36 мін | 1981–1999                                           | 1999 року виведений зі складу флоту; 2006 року утилізований | З 3 червня 1992 року — Б-527 | |
| 45                                                     | К-298                                               | проєкт 671РТМ                                       | Ленінградське адміралтейське об'єднання, Ленінград                                                                                       | 6 9907 250                                          | 25 лютого 198114 липня 198227 грудня 1982                                                                            | 2 × 650-мм ТА (8 торпед типу 65-76), 4 × 533-мм ТА (16 торпед типу 53-65 або СЕТ-65) до 36 мін | 1982–1998                                           | 30 травня 1998 року виведений зі складу флоту; 2006 року утилізований | З 3 червня 1992 року — Б-298 | |
| 46                                                     | К-218                                               | проєкт 671РТМ                                       | завод № 199, Комсомольськ-на-Амурі | 6 9907 250                                          | 7 листопада 198124 липня 198228 грудня 1982                                                                          | 2 × 650-мм ТА (8 торпед типу 65-76), 4 × 533-мм ТА (16 торпед типу 53-65 або СЕТ-65) до 36 мін | 1982–1998                                           | 30 травня 1998 року виведений зі складу флоту; 2001 року утилізований | З 3 червня 1992 року — Б-218 | |
| 47                                                     | К-358 «Мурманський Комсомолець»                     | проєкт 671РТМ                                       | завод № 199, Комсомольськ-на-Амурі | 6 9907 250                                          | 23 липня 198215 липня 198329 грудня 1983                                                                             | 2 × 650-мм ТА (8 торпед типу 65-76), 4 × 533-мм ТА (16 торпед типу 53-65 або СЕТ-65) до 36 мін | 1983–1998                                           | 30 травня 1998 року виведений зі складу флоту; 2003 року утилізований | З 3 червня 1992 року — Б-358 | |
| 48                                                     | К-299                                               | проєкт 671РТМ                                       | Ленінградське адміралтейське об'єднання, Ленінград                                                                                       | 6 9907 250                                          | 20 грудня 198329 червня 198422 грудня 1984                                                                           | 2 × 650-мм ТА (8 торпед типу 65-76), 4 × 533-мм ТА (16 торпед типу 53-65 або СЕТ-65) до 36 мін | 1983–2000                                           | 2000 року виведений зі складу флоту; у 2008 році утилізований | З 3 червня 1992 року — Б-299 | |
| 49                                                     | К-244                                               | проєкт 671РТМ(К)                                    | Ленінградське адміралтейське об'єднання, Ленінград                                                                                       | 6 9907 250                                          | 25 грудня 19849 липня 198525 грудня 1985                                                                             | 2 × 650-мм ТА (8 торпед типу 65-76), 4 × 533-мм ТА (16 торпед типу 53-65 або СЕТ-65) до 36 мін | 1985–1998                                           | 30 травня 1998 року виведений зі складу флоту; 2007 року утилізований | З 3 червня 1992 року — Б-244 | |
| 50                                                     | К-292 «Перм»                                        | проєкт 671РТМ(К)                                    | Ленінградське адміралтейське об'єднання, Ленінград                                                                                       | 6 9907 250                                          | 15 квітня 198629 квітня 198727 листопада 1987                                                                        | 2 × 650-мм ТА (8 торпед типу 65-76), 4 × 533-мм ТА (16 торпед типу 53-65 або СЕТ-65) до 36 мін | 1987–2005                                           | 2005 року виведений зі складу флоту; 2008 року утилізований | З 3 червня 1992 року — Б-292, з липня 2002 — Б-292 «Пермь» | |
| 51                                                     | К-388 «Петрозаводськ»                               | проєкт 671РТМ(К)                                    | Ленінградське адміралтейське об'єднання, Ленінград                                                                                       | 6 9907 250                                          | 8 травня 19873 серпня 198830 листопада 1988                                                                          | 2 × 650-мм ТА (8 торпед типу 65-76), 4 × 533-мм ТА (16 торпед типу 53-65 або СЕТ-65) до 36 мін | 1988–2013                                           | 2013 року виведений зі складу флоту; 2017 року утилізований | З 3 червня 1992 року — Б-388, з 22 лютого 2005 — Б-292 «Петрозаводськ» | |
| 52                                                     | К-138 «Обнінськ»                                    | проєкт 671РТМ(К)                                    | Ленінградське адміралтейське об'єднання, Ленінград                                                                                       | 6 9907 250                                          | 2 × 650-мм ТА (8 торпед), 4 × 533-мм ТА (16 торпед) до 36 мін VA-111 «Шквал» протичовновий ракетний комплекс «В'юга» | 7 грудня 19885 серпня 198930 грудня 1990 | 1990–по т.ч.                                        | | З 3 червня 1992 року — Б-138 | |
| 53                                                     | К-414 «Даниїл Московський»                          | проєкт 671РТМ(К)                                    | Ленінградське адміралтейське об'єднання, Ленінград                                                                                       | 6 9907 250                                          | 2 × 650-мм ТА (8 торпед), 4 × 533-мм ТА (16 торпед) до 36 мін                                                        | 1 грудня 198931 серпня 199030 грудня 1990 | 1990–2015                                           | 2015 року виведений зі складу флоту; на 2021 рік планується утилізація | З 3 червня 1992 року — Б-414 | |
| 54                                                     | К-448 «Тамбов»                                      | проєкт 671РТМ(К)                                    | Ленінградське адміралтейське об'єднання, Ленінград                                                                                       | 6 9907 250                                          | 2 × 650-мм ТА (8 торпед), 4 × 533-мм ТА (16 торпед) до 36 мін                                                        | 31 січня 199117 жовтня 199124 вересня 1992 | 1992–по т.ч.                                        | З 2015 року — на ремонті | З 3 червня 1992 року — Б-448, з 25 березня 1995 — Б-448 «Тамбов» | |
| 55                                                     | К-492                                               | проєкт 671РТМ                                       | завод № 199, Комсомольськ-на-Амурі | 6 9907 250                                          | 2 × 650-мм ТА (8 торпед), 4 × 533-мм ТА (16 торпед) до 36 мін протичовновий ракетний комплекс «В'юга»                | 23 лютого 197828 червня 197930 грудня 1979 | 1979–1996                                           | 31 липня 1996 року виведений зі складу флоту; 2009 року утилізований | З 3 червня 1992 року — Б-492 | |
| 56                                                     | К-412                                               | проєкт 671РТМ                                       | завод № 199, Комсомольськ-на-Амурі | 6 9907 250                                          | 2 × 650-мм ТА (8 торпед), 4 × 533-мм ТА (16 торпед) до 36 мін протичовновий ракетний комплекс «В'юга»                | 29 жовтня 19786 вересня 197930 грудня 1979 | 1979–1996                                           | 31 липня 1996 року виведений зі складу флоту; 2003 року утилізований | З 28 квітня 1992 року — Б-412 | |
| 57                                                     | К-251                                               | проєкт 671РТМ                                       | завод № 199, Комсомольськ-на-Амурі | 6 9907 250                                          | 2 × 650-мм ТА (8 торпед), 4 × 533-мм ТА (16 торпед) до 36 мін протичовновий ракетний комплекс «В'юга»                | 29 липня 19793 травня 198030 серпня 1980 | 1980–1998                                           | 30 травня 1998 року виведений зі складу флоту; 2010 року утилізований | З 28 квітня 1992 року — Б-251 | |
| 58                                                     | К-305                                               | проєкт 671РТМ                                       | завод № 199, Комсомольськ-на-Амурі | 6 9907 250                                          | 2 × 650-мм ТА (8 торпед), 4 × 533-мм ТА (16 торпед) до 36 мін протичовновий ракетний комплекс «В'юга»                | 27 липня 198017 травня 198130 вересня 1981 | 1981–1998                                           | 30 травня 1998 року виведений зі складу флоту; 2007 року утилізований | З 28 квітня 1992 року — Б-305 | |
| 59                                                     | К-355                                               | проєкт 671РТМ                                       | завод № 199, Комсомольськ-на-Амурі | 6 9907 250                                          | 2 × 650-мм ТА (8 торпед), 4 × 533-мм ТА (16 торпед) до 36 мін протичовновий ракетний комплекс «В'юга»                | 31 грудня 19808 серпня 198129 грудня 1981 | 1981–1998                                           | 30 травня 1998 року виведений зі складу флоту; 2009 року утилізований | З 28 квітня 1992 року — Б-355 | |
| 60                                                     | К-360                                               | проєкт 671РТМ                                       | завод № 199, Комсомольськ-на-Амурі | 6 9907 250                                          | 2 × 650-мм ТА (8 торпед), 4 × 533-мм ТА (16 торпед) до 36 мін протичовновий ракетний комплекс «В'юга»                | 9 травня 198127 квітня 198229 вересня 1982 | 1982–1998                                           | 16 березня 1998 року виведений зі складу флоту; 2010 року утилізований | З 28 квітня 1992 року — Б-360 | |
| 61                                                     | К-242 «50 років Комсомольську-на-Амурі»             | проєкт 671РТМ                                       | завод № 199, Комсомольськ-на-Амурі | 6 9907 250                                          | 2 × 650-мм ТА (8 торпед), 4 × 533-мм ТА (16 торпед) до 36 мін протичовновий ракетний комплекс «В'юга»                | 12 червня 198229 квітня 198325 жовтня 1983 | 1983–1998                                           | 30 червня 1998 року виведений зі складу флоту; 2018 року утилізований | З 23 червня 1982 року — К-242 «50 років Комсомольську-на-Амурі», з 28 квітня 1992 року — Б-242 | |
| 62                                                     | К-264                                               | проєкт 671РТМ                                       | завод № 199, Комсомольськ-на-Амурі | 6 9907 250                                          | 2 × 650-мм ТА (8 торпед), 4 × 533-мм ТА (16 торпед) до 36 мін протичовновий ракетний комплекс «В'юга»                | 29 липня 19838 червня 198426 жовтня 1984 | 1984–1998                                           | 2003 року виведений зі складу флоту; 2008 року утилізований | З 28 квітня 1992 року — Б-264 | |
| 63                                                     | К-315                                               | проєкт 671РТМ                                       | завод № 199, Комсомольськ-на-Амурі | 6 9907 250                                          | 2 × 650-мм ТА (8 торпед), 4 × 533-мм ТА (16 торпед) до 36 мін протичовновий ракетний комплекс «В'юга»                | 1982 | —                                                   | — | 19 січня 1983 року човен розібраний на стадії будівництва | |
| Підводні човни проєкту 705, 705К «Ліра» (7 одиниць)    |                                                     |                                                     | |                                                     | | |                                                     | | | |
| 64                                                     | К-64                                                |                                                     | проєкт 705 | 2 2803 180                                          | Ново-Адміралтейський завод, Ленінград                                                                                | 6 ТА калібру 533-мм (18 торпед типу САЕТ-60 і СЕТ-65) | 2 червня 196822 квітня 196931 грудня 1971           | 1971–1974 | 1972 року виведений до резерву через поломки 1 контуру ЯУ; 19 серпня 1974 року виведений зі складу флоту; 1978 року утилізований | |
| 65                                                     | К-316                                               | 26 квітня 196925 липня 197430 вересня 1978          | проєкт 705 | 2 2803 180                                          | Ново-Адміралтейський завод, Ленінград                                                                                | 6 ТА калібру 533-мм (18 торпед типу САЕТ-60 і СЕТ-65) | 1978–1990                                           | 19 квітня 1990 року виведений зі складу флоту; у 1996 році утилізований | З 3 червня 1992 року — Б-316 | |
| 66                                                     | К-373                                               | 26 червня 197219 квітня 197829 грудня 1979          | проєкт 705 | 2 2803 180                                          | Ново-Адміралтейський завод, Ленінград                                                                                | 6 ТА калібру 533-мм (18 торпед типу САЕТ-60 і СЕТ-65) | 1979–1990                                           | 19 квітня 1990 року виведений зі складу флоту; 1996 року утилізований | З 3 червня 1992 року — Б-373 | |
| 67                                                     | К-463                                               | проєкт 705К                                         | 26 червня 197530 березня 198130 грудня 1981                                                                                              | 2 2803 180                                          | Ново-Адміралтейський завод, Ленінград                                                                                | 6 ТА калібру 533-мм (18 торпед типу САЕТ-60 і СЕТ-65) | 1981–1990                                           | 19 квітня 1990 року виведений зі складу флоту; 1994 року утилізований | З 3 червня 1992 року — Б-463 | |
| 68                                                     | К-123                                               | проєкт 705                                          | завод № 402, Сєверодвінськ | 2 2803 180                                          | 22 грудня 19674 квітня 197612 грудня 1977                                                                            | 6 ТА калібру 533-мм (18 торпед типу САЕТ-60 і СЕТ-65) | 1977–1996                                           | 31 липня 1996 року виведений зі складу флоту; 2008 року утилізований | З 3 червня 1992 року — Б-123 | |
| 69                                                     | К-432                                               | проєкт 705К                                         | завод № 402, Сєверодвінськ | 2 2803 180                                          | 12 листопада 19673 листопада 197731 грудня 1978                                                                      | 6 ТА калібру 533-мм (18 торпед типу САЕТ-60 і СЕТ-65) | 1978–1996                                           | 19 квітня 1996 року виведений зі складу флоту; 1996 року утилізований | З 3 червня 1992 року — Б-432 | |
| 70                                                     | К-493                                               | проєкт 705К                                         | завод № 402, Сєверодвінськ | 2 2803 180                                          | 21 січня 197221 вересня 198030 вересня 1981                                                                          | 6 ТА калібру 533-мм (18 торпед типу САЕТ-60 і СЕТ-65) | 1981–1996                                           | 19 квітня 1996 року виведений зі складу флоту; 1996 року утилізований | З 3 червня 1992 року — Б-493 | |
| Підводні човни проєкту 945 «Барракуда» (2 одиниці)     |                                                     |                                                     | |                                                     | | |                                                     | | | |
| 71                                                     | К-239 «Карп»                                        |                                                     | проєкт 945 | 5 9409 600                                          | Червоне Сормово, Горький                                                                                             | 2 ТА калібру 650-мм (12 торпед 65-75), 4 ТА калібру 533-мм (28 торпед СЕТ-72, ТЕСТ-71М, УСЕТ-80), або 42 міни | 20 липня 197929 липня 198329 вересня 1984           | 1984–1998 | 30 травня 1998 року виведений зі складу флоту; 2020 року в очікуванні ремонту | З 6 квітня 1993 року — Б-239 «Карп» |
| 72                                                     | К-276 «Краб»                                        | 21 квітня 198427 червня 198627 жовтня 1987          | проєкт 945 | 5 9409 600                                          | Червоне Сормово, Горький                                                                                             | 2 ТА калібру 650-мм (12 торпед 65-75), 4 ТА калібру 533-мм (28 торпед СЕТ-72, ТЕСТ-71М, УСЕТ-80), або 42 міни | 1987–по т.ч.                                        | перебуває в резерві | З 6 квітня 1993 року — Б-276 «Краб», з 15 листопада 1996 року — Б-276 «Кострома» | |
| Підводні човни проєкту 945А «Кондор» (2 одиниці)       |                                                     |                                                     | |                                                     | | |                                                     | | | |
| 73                                                     | Б-534 «Нижній Новгород»                             |                                                     | проєкт 945А | 6 47010 400                                         | Червоне Сормово, Горький                                                                                             | 2 ТА калібру 650-мм (12 торпед 65-75), 4 ТА калібру 533-мм (28 торпед СЕТ-72, ТЕСТ-71М, УСЕТ-80), або 42 міни | 5 лютого 19858 липня 198914 березня 1991            | 1991–по т.ч. | перебуває в строю | З 3 червня 1992 року — Б-534, з 6 квітня 1993 року — Б-534 «Зубатка», з 25 березня 1995 року — Б-534 «Нижній Новгород»                                                                            |
| 74                                                     | Б-336 «Псков»                                       | 29 червня 198928 липня 199217 грудня 1993           | проєкт 945А | 6 47010 400                                         | Червоне Сормово, Горький                                                                                             | 2 ТА калібру 650-мм (12 торпед 65-75), 4 ТА калібру 533-мм (28 торпед СЕТ-72, ТЕСТ-71М, УСЕТ-80), або 42 міни | 1993–по т.ч.                                        | перебуває в строю | З 3 червня 1992 року — Б-336, з 6 квітня 1993 року — Б-336 «Окунь», з 3 квітня 1996 року — Б-336 «Псков» | |
| Підводні човни проєкту 945Б (945АБ) «Марс» (1 одиниця) |                                                     |                                                     | |                                                     | | |                                                     | | | |
| 75                                                     | К-123 «Марс»                                        |                                                     | проєкт 945Б (945АБ) | 6 3009 100                                          | Червоне Сормово, Горький                                                                                             | 2 ТА калібру 650-мм (12 торпед 65-75), 4 ТА калібру 533-мм (28 торпед СЕТ-72, ТЕСТ-71М, УСЕТ-80), або 42 міни ракетний комплекс морського базування РК-55 «Гранат» з крилатою ракетою стратегічного призначення КС-122 | березень 1990                                       | — | недобудований, у листопаді 1993 року розібраний на стапелі при готовності 30 % | |

### Підводні човни атомні з ракетами крилатими (ПЧАРК)
| №                                                      | Назва                                        | Зображення                                    | Підтип                                       | Водотон., т надв.підв.                       | Корабельня                                     | Озброєння | Закладений Спуск на воду Введений            | На службі | Доля | Прим. |
| Підводні човни проєкту 659, 659Т (6 одиниць)           | Підводні човни проєкту 659, 659Т (6 одиниць) | Підводні човни проєкту 659, 659Т (6 одиниць)  | Підводні човни проєкту 659, 659Т (6 одиниць) | Підводні човни проєкту 659, 659Т (6 одиниць) | Підводні човни проєкту 659, 659Т (6 одиниць)   | Підводні човни проєкту 659, 659Т (6 одиниць)                                                                                                 | Підводні човни проєкту 659, 659Т (6 одиниць) | Підводні човни проєкту 659, 659Т (6 одиниць) | Підводні човни проєкту 659, 659Т (6 одиниць) | Підводні човни проєкту 659, 659Т (6 одиниць) |
| ------------------------------------------------------ | -------------------------------------------- | --------------------------------------------- | -------------------------------------------- | -------------------------------------------- | ---------------------------------------------- | --- | -------------------------------------------- | --- | --- | --- |
| 76                                                     | К-45                                         |                                               | проєкт 659                                   | 37314920                                     | завод № 199, Комсомольськ-на-Амурі             | 4 ТА калібру 533-мм (4 торпеди); 2 ТА калібру 406-мм (18 торпед) 6 крилатих ракет П-5 у контейнерах                                          | 28 грудня 195812 травня 196028 червня 1961   | 1961–1989 | 30 травня 1989 року виведений зі складу флоту; 1999 року утилізований | 1966-1970 роках модифікований за проєктом 659Т |
| 77                                                     | К-59                                         | 9 вересня 195825 вересня 196016 грудня 1961   | проєкт 659                                   | 37314920                                     | завод № 199, Комсомольськ-на-Амурі             | 4 ТА калібру 533-мм (4 торпеди); 2 ТА калібру 406-мм (18 торпед) 6 крилатих ракет П-5 у контейнерах                                          | 1961–1989                                    | 14 березня 1989 року виведений зі складу флоту; 1998 року утилізований                                                                                           | 1967-1970 роках модифікований за проєктом 659Т; 25 липня 1977 року перейменований на К-259 | |
| 78                                                     | К-66                                         | 26 березня 196030 липня 196128 грудня 1961    | проєкт 659                                   | 37314920                                     | завод № 199, Комсомольськ-на-Амурі             | 4 ТА калібру 533-мм (4 торпеди); 2 ТА калібру 406-мм (18 торпед) 6 крилатих ракет П-5 у контейнерах                                          | 1961–1986                                    | 12 жовтня 1986 року виведений зі складу флоту; 2005 року утилізований                                                                                            | 1970-1972 роках модифікований за проєктом 659Т | |
| 79                                                     | К-122                                        | 21 січня 196117 вересня 19616 липня 1962      | проєкт 659                                   | 37314920                                     | завод № 199, Комсомольськ-на-Амурі             | 4 ТА калібру 533-мм (4 торпеди); 2 ТА калібру 406-мм (18 торпед) 6 крилатих ракет П-5 у контейнерах                                          | 1962–1985                                    | 28 жовтня 1985 року виведений зі складу флоту; 1995 року утилізований                                                                                            | 1964-1968 роках модифікований за проєктом 659Т; після пожежі 21 серпня 1983 роки не відновлювався | |
| 80                                                     | К-151                                        | 21 квітня 196230 вересня 196228 липня 1963    | проєкт 659                                   | 37314920                                     | завод № 199, Комсомольськ-на-Амурі             | 4 ТА калібру 533-мм (4 торпеди); 2 ТА калібру 406-мм (18 торпед) 6 крилатих ракет П-5 у контейнерах                                          | 1963–1989                                    | 30 травня 1989 року виведений зі складу флоту; 2009 року утилізований                                                                                            | 1972-1974 роках модифікований за проєктом 659Т | |
| 81                                                     | К-30                                         | 1961—                                         | проєкт 659                                   | 37314920                                     | завод № 199, Комсомольськ-на-Амурі             | 4 ТА калібру 533-мм (4 торпеди); 2 ТА калібру 406-мм (18 торпед) 6 крилатих ракет П-5 у контейнерах                                          | —                                            | 3 травня 1962 року виведений зі складу флоту після припинення будівництва                                                                                        | | |
| Підводні човни проєкту 675 (29 одиниць)                |                                              |                                               |                                              |                                              |                                                | |                                              | | | |
| 82                                                     | К-166                                        |                                               | проєкт 675                                   | 45005 760                                    | завод № 402, Сєверодвінськ                     | 4 ТА калібру 533-мм (4 торпеди); 2 ТА калібру 406-мм (18 торпед) 8 крилатих ракет П-6 у контейнерах                                          | 30 травня 19616 вересня 196231 жовтня 1963   | 1963–1988 | 9 грудня 1988 року виведений зі складу флоту; 2003 року утилізований | з 3 червня 1992 року — Б-71 |
| 83                                                     | К-104                                        | 11 січня 196216 червня 196315 грудня 1963     | проєкт 675                                   | 45005 760                                    | завод № 402, Сєверодвінськ                     | 4 ТА калібру 533-мм (4 торпеди); 2 ТА калібру 406-мм (18 торпед) 8 крилатих ракет П-6 у контейнерах                                          | 1963–1991                                    | 24 червня 1991 року виведений зі складу флоту; 2003 року утилізований                                                                                            | 1976-1981 роках модифікований за проєктом 675МК; з 3 червня 1992 року — Б-104 | |
| 84                                                     | К-170                                        | 16 травня 19624 серпня 196326 грудня 1963     | проєкт 675                                   | 45005 760                                    | завод № 402, Сєверодвінськ                     | 4 ТА калібру 533-мм (4 торпеди); 2 ТА калібру 406-мм (18 торпед) 8 крилатих ракет П-6 у контейнерах                                          | 1963–1990                                    | 19 квітня 1990 року виведений зі складу флоту; 2005 року утилізований                                                                                            | 1973-1980 роках модифікований за проєктом 675Н; з 15 січня 1978 року — К-86; 8 квітня 1985 року — КС-86 | |
| 85                                                     | К-172                                        | 8 серпня 196225 грудня 196330 липня 1964      | проєкт 675                                   | 45005 760                                    | завод № 402, Сєверодвінськ                     | 4 ТА калібру 533-мм (4 торпеди); 2 ТА калібру 406-мм (18 торпед) 8 крилатих ракет П-6 у контейнерах                                          | 1964–1990                                    | 19 квітня 1990 року виведений зі складу флоту; 2021 рік — в очікуванні утилізації                                                                                | з 15 січня 1978 року — К-192, з 28 квітня 1985 року — Б-192 | |
| 86                                                     | К-47                                         | 7 серпня 196210 лютого 196431 серпня 1964     | проєкт 675                                   | 45005 760                                    | завод № 402, Сєверодвінськ                     | 4 ТА калібру 533-мм (4 торпеди); 2 ТА калібру 406-мм (18 торпед) 8 крилатих ракет П-6 у контейнерах                                          | 1964–1994                                    | 5 червня 1994 року виведений зі складу флоту; 2002 року утилізований                                                                                             | 1970-1972 роках модифікований за проєктом 675К; з 3 червня 1992 року — Б-47 | |
| 87                                                     | К-1                                          | 11 лютого 196330 квітня 196430 вересня 1964   | проєкт 675                                   | 45005 760                                    | завод № 402, Сєверодвінськ                     | 4 ТА калібру 533-мм (4 торпеди); 2 ТА калібру 406-мм (18 торпед) 8 крилатих ракет П-6 у контейнерах                                          | 1964–1992                                    | 3 липня 1992 року виведений зі складу флоту; 2010 року утилізований                                                                                              | 1981-1985 роках модифікований за проєктом 675МКВ; з 3 червня 1992 року — Б-1 | |
| 88                                                     | К-28                                         | 26 квітня 196330 червня 196416 грудня 1964    | проєкт 675                                   | 45005 760                                    | завод № 402, Сєверодвінськ                     | 4 ТА калібру 533-мм (4 торпеди); 2 ТА калібру 406-мм (18 торпед) 8 крилатих ракет П-6 у контейнерах                                          | 1964–1990                                    | 19 квітня 1990 року виведений зі складу флоту; 1993 року утилізований                                                                                            | 1968-1975 роках модифікований за проєктом 675МУ; з 15 липня 1978 року — К-428 | |
| 89                                                     | К-74                                         | 23 липня 196330 вересня 196430 червня 1965    | проєкт 675                                   | 45005 760                                    | завод № 402, Сєверодвінськ                     | 4 ТА калібру 533-мм (4 торпеди); 2 ТА калібру 406-мм (18 торпед) 8 крилатих ракет П-6 у контейнерах                                          | 1965–1991                                    | 31 грудня 1991 року виведений зі складу флоту; 2006 року утилізований                                                                                            | з 3 червня 1992 року — Б-74(?) | |
| 90                                                     | К-22 «Красногвардієць»                       | 14 жовтня 196329 листопада 19647 серпня 1965  | проєкт 675                                   | 45005 760                                    | завод № 402, Сєверодвінськ                     | 4 ТА калібру 533-мм (4 торпеди); 2 ТА калібру 406-мм (18 торпед) 8 крилатих ракет П-6 у контейнерах                                          | 1965–1994                                    | 1 жовтня 1994 року виведений зі складу флоту; 2006 року утилізований                                                                                             | з 3 листопада 1967 року — К-22 «Красногвардієць»; 1985—1990 роках модифікований за проєктом 675МКВ; з 7 липня 1994 року — Б-22 | |
| 91                                                     | К-35                                         | 6 січня 196427 січня 196530 червня 1965       | проєкт 675                                   | 45005 760                                    | завод № 402, Сєверодвінськ                     | 4 ТА калібру 533-мм (4 торпеди); 2 ТА калібру 406-мм (18 торпед) 8 крилатих ракет П-6 у контейнерах                                          | 1965–1993                                    | 20 червня 1993 року виведений зі складу флоту; 2006 року утилізований                                                                                            | 1984-1987 роках модифікований за проєктом 675МКВ; з 3 червня 1992 року — Б-35 | |
| 92                                                     | К-90                                         | 29 лютого 196417 квітня 196525 вересня 1965   | проєкт 675                                   | 45005 760                                    | завод № 402, Сєверодвінськ                     | 4 ТА калібру 533-мм (4 торпеди); 2 ТА калібру 406-мм (18 торпед) 8 крилатих ракет П-6 у контейнерах                                          | 1965–1989                                    | 14 березня 1989 року виведений зі складу флоту; 1992 року утилізований                                                                                           | з 15 січня 1978 року — К-111 | |
| 93                                                     | К-116                                        | 29 лютого 196417 квітня 196525 вересня 1965   | проєкт 675                                   | 45005 760                                    | завод № 402, Сєверодвінськ                     | 4 ТА калібру 533-мм (4 торпеди); 2 ТА калібру 406-мм (18 торпед) 8 крилатих ракет П-6 у контейнерах                                          | 1965–1985                                    | 10 вересня 1985 року виведений зі складу флоту; 2010 року утилізований                                                                                           | з 28 квітня 1992 року — Б-116 | |
| 94                                                     | К-125                                        | 1 вересня 196411 вересня 196518 грудня 1965   | проєкт 675                                   | 45005 760                                    | завод № 402, Сєверодвінськ                     | 4 ТА калібру 533-мм (4 торпеди); 2 ТА калібру 406-мм (18 торпед) 8 крилатих ракет П-6 у контейнерах                                          | 1965–1991                                    | 24 червня 1991 року виведений зі складу флоту; 2011 року утилізований                                                                                            | з 3 червня 1992 року — Б-125(?) | |
| 95                                                     | К-128                                        | 29 жовтня 196430 грудня 196525 серпня 1966    | проєкт 675                                   | 45005 760                                    | завод № 402, Сєверодвінськ                     | 4 ТА калібру 533-мм (4 торпеди); 2 ТА калібру 406-мм (18 торпед) 8 крилатих ракет П-6 у контейнерах                                          | 1966–1990                                    | 19 квітня 1990 року виведений зі складу флоту; 2004 року утилізований                                                                                            | з 3 червня 1992 року — Б-62(?) | |
| 96                                                     | К-131                                        | 31 грудня 19646 червня 196630 вересня 1966    | проєкт 675                                   | 45005 760                                    | завод № 402, Сєверодвінськ                     | 4 ТА калібру 533-мм (4 торпеди); 2 ТА калібру 406-мм (18 торпед) 8 крилатих ракет П-6 у контейнерах                                          | 1966–1993                                    | 27 липня 1993 року виведений зі складу флоту; 2003 року утилізований                                                                                             | з 3 червня 1992 року — Б-131 | |
| 97                                                     | К-135                                        | 27 лютого 196527 червня 196625 листопада 1966 | проєкт 675                                   | 45005 760                                    | завод № 402, Сєверодвінськ                     | 4 ТА калібру 533-мм (4 торпеди); 2 ТА калібру 406-мм (18 торпед) 8 крилатих ракет П-6 у контейнерах                                          | 1966–1989                                    | 14 березня 1989 року виведений зі складу флоту; 2002 року утилізований                                                                                           | з 25 липня 1977 року — К-235; 3 червня 1992 року — Б-235(?) | |
| 98                                                     | К-175                                        | завод № 199, Комсомольськ-на-Амурі            | проєкт 675                                   | 45005 760                                    | 17 березня 196230 вересня 196230 грудня 1963   | 4 ТА калібру 533-мм (4 торпеди); 2 ТА калібру 406-мм (18 торпед) 8 крилатих ракет П-6 у контейнерах                                          | 1963–1990                                    | 19 квітня 1990 року виведений зі складу флоту; 2002 року утилізований                                                                                            | 1973-1977 роках модифікований за проєктом 675МК; з 3 червня 1992 року — Б-175(?); 199? — затонув біля пірсу в пункті відстою списаних човнів, піднятий, утилізований | |
| 99                                                     | К-184                                        | завод № 199, Комсомольськ-на-Амурі            | проєкт 675                                   | 45005 760                                    | 2 лютого 196325 серпня 196331 березня 1964     | 4 ТА калібру 533-мм (4 торпеди); 2 ТА калібру 406-мм (18 торпед) 8 крилатих ракет П-6 у контейнерах                                          | 1964–1990                                    | 19 квітня 1990 року виведений зі складу флоту; 2009 року утилізований                                                                                            | 1975-1978 роках модифікований за проєктом 675МК; з 28 квітня 1992 року — Б-184(?) | |
| 100                                                    | К-189                                        | завод № 199, Комсомольськ-на-Амурі            | проєкт 675                                   | 45005 760                                    | 6 квітня 19639 травня 196424 липня 1965        | 4 ТА калібру 533-мм (4 торпеди); 2 ТА калібру 406-мм (18 торпед) 8 крилатих ракет П-6 у контейнерах                                          | 1965–1991                                    | 24 червня 1991 року виведений зі складу флоту; 2008 року утилізований                                                                                            | 1976-1982 роках модифікований за проєктом 675МК; з 15 січня 1978 року — К-144; з 1992 року — Б-144(?) | |
| 101                                                    | К-57                                         | завод № 199, Комсомольськ-на-Амурі            | проєкт 675                                   | 45005 760                                    | 19 жовтня 196326 вересня 196431 жовтня 1965    | 4 ТА калібру 533-мм (4 торпеди); 2 ТА калібру 406-мм (18 торпед) 8 крилатих ракет П-6 у контейнерах                                          | 1965–1992                                    | 3 липня 1992 року виведений зі складу флоту; 2008 року утилізований                                                                                              | 1976-1979 роках модифікований за проєктом 675МК; з 15 січня 1978 року — К-557; з 28 квітня 1992 року — Б-557 | |
| 102                                                    | К-31                                         | завод № 199, Комсомольськ-на-Амурі            | проєкт 675                                   | 45005 760                                    | 11 січня 19648 вересня 196430 вересня 1965     | 4 ТА калібру 533-мм (4 торпеди); 2 ТА калібру 406-мм (18 торпед) 8 крилатих ракет П-6 у контейнерах                                          | 1965–1987                                    | 16 вересня 1987 року виведений зі складу флоту; 2008 року утилізований                                                                                           | у 1978 році перейменований на К-431; 10 серпня 1985 року виведений з експлуатації через наслідки аварії у бухті Чажма ядерної енергетичної установки на підводному човні, що потягла за собою людські жертви і радіоактивне зараження навколишнього середовища. Загинуло 10 осіб, значну дозу опромінення отримало 86 осіб, потерпіло 950 людей | |
| 103                                                    | К-48                                         | завод № 199, Комсомольськ-на-Амурі            | проєкт 675                                   | 45005 760                                    | 11 квітня 196416 червня 196531 грудня 1965     | 4 ТА калібру 533-мм (4 торпеди); 2 ТА калібру 406-мм (18 торпед) 8 крилатих ракет П-6 у контейнерах                                          | 1965–1990                                    | 19 квітня 1990 року виведений зі складу флоту; 2007 року утилізований                                                                                            | 1970-1973 роках модифікований за проєктом 675К; з 28 квітня 1992 року — Б-48 | |
| 104                                                    | К-56                                         | завод № 199, Комсомольськ-на-Амурі            | проєкт 675                                   | 45005 760                                    | 30 травня 196410 серпня 196526 серпня 1966     | 4 ТА калібру 533-мм (4 торпеди); 2 ТА калібру 406-мм (18 торпед) 8 крилатих ракет П-6 у контейнерах                                          | 1966–1992                                    | 3 липня 1992 року виведений зі складу флоту; 2008 року утилізований                                                                                              | 1979-1986 роках модифікований за проєктом 675МК; з 28 квітня 1992 року — Б-56 | |
| 105                                                    | К-10                                         | завод № 199, Комсомольськ-на-Амурі            | проєкт 675                                   | 45005 760                                    | 24 жовтня 196429 вересня 196515 жовтня 1966    | 4 ТА калібру 533-мм (4 торпеди); 2 ТА калібру 406-мм (18 торпед) 8 крилатих ракет П-6 у контейнерах                                          | 1966–1989                                    | 1989 року виведений зі складу флоту; 2016 року утилізований | 1984 року модифікований за проєктом 675МКВ; з 28 квітня 1992 року — Б-10 | |
| 106                                                    | К-94                                         | завод № 199, Комсомольськ-на-Амурі            | проєкт 675                                   | 45005 760                                    | 20 березня 196520 травня 196627 грудня 1966    | 4 ТА калібру 533-мм (4 торпеди); 2 ТА калібру 406-мм (18 торпед) 8 крилатих ракет П-6 у контейнерах                                          | 1966–1992                                    | 3 липня 1992 року виведений зі складу флоту; 2001 року утилізований                                                                                              | 1972-1976 роках модифікований за проєктом 675МК; з 28 квітня 1992 року — Б-204 | |
| 107                                                    | К-108                                        | завод № 199, Комсомольськ-на-Амурі            | проєкт 675                                   | 45005 760                                    | 24 липня 196526 серпня 196631 березня 1967     | 4 ТА калібру 533-мм (4 торпеди); 2 ТА калібру 406-мм (18 торпед) 8 крилатих ракет П-6 у контейнерах                                          | 1967–1990                                    | 19 квітня 1990 року виведений зі складу флоту; 2009 року утилізований                                                                                            | з 28 квітня 1992 року — Б-108 | |
| 108                                                    | К-7                                          | завод № 199, Комсомольськ-на-Амурі            | проєкт 675                                   | 45005 760                                    | 6 листопада 196525 вересня 196630 вересня 1967 | 4 ТА калібру 533-мм (4 торпеди); 2 ТА калібру 406-мм (18 торпед) 8 крилатих ракет П-6 у контейнерах                                          | 1967–1990                                    | 19 квітня 1990 року виведений зі складу флоту; 2007 року утилізований                                                                                            | з жовтня 1974 року — К-127 | |
| 109                                                    | К-23                                         | завод № 199, Комсомольськ-на-Амурі            | проєкт 675                                   | 45005 760                                    | 23 лютого 196618 червня 196730 грудня 1967     | 4 ТА калібру 533-мм (4 торпеди); 2 ТА калібру 406-мм (18 торпед) 8 крилатих ракет П-6 у контейнерах                                          | 1967–1991                                    | 24 червня 1991 року виведений зі складу флоту; 2005 року утилізований                                                                                            | 1978-1984 роках модифікований за проєктом 675МК; з 28 квітня 1992 року — Б-23 | |
| 110                                                    | К-34                                         | завод № 199, Комсомольськ-на-Амурі            | проєкт 675                                   | 45005 760                                    | 18 червня 196623 вересня 196730 грудня 1968    | 4 ТА калібру 533-мм (4 торпеди); 2 ТА калібру 406-мм (18 торпед) 8 крилатих ракет П-6 у контейнерах                                          | 1968–1994                                    | 5 липня 1994 року виведений зі складу флоту; 2008 року утилізований                                                                                              | 1982-1988 роках модифікований за проєктом 675МКВ; з 28 квітня 1992 року — Б-134 | |
| Підводні човни проєкту 667AT «Груша» (3 одиниці)       |                                              |                                               |                                              |                                              |                                                | |                                              | | | |
| ★                                                      | К-423                                        |                                               | проєкт 667АТ                                 | 8 8809684                                    | завод № 402, Сєверодвінськ                     | 4 ТА калібру 533-мм (16 торпед, дві з ядерною ГЧ); 2 ТА калібру 406-мм (4 торпеди) 32 крилатих ракети РК-55 «Гранат» для 8 ТА                | 13 січня 19697 квітня 197013 листопада 1970  | 1970–1994 | 7 серпня 1994 року виведений зі складу флоту; 2003 року утилізований | Серія радянських атомних підводних човнів, модифікація проєкту 667 «Навага» оснащених комплексом «Гранат» з 32 дозвуковими стратегічними крилатими ракетами С-10 «Гранат». Підводні човни проєкту 667АТ стали першими підводними носіями крилатих ракет C-10 «Гранат». Планувалася модернізація шести АПЧ проєкту 667А «Навага» до проєктом 667АТ, однак модернізовані тільки три (К-408, К-236, К-399 не модернізувалися) |
| ★                                                      | К-253                                        | 26 червня 19675 червня 19691 листопада 1969   | проєкт 667АТ                                 | 8 8809684                                    | завод № 402, Сєверодвінськ                     | 4 ТА калібру 533-мм (16 торпед, дві з ядерною ГЧ); 2 ТА калібру 406-мм (4 торпеди) 32 крилатих ракети РК-55 «Гранат» для 8 ТА                | 1969–1994                                    | 1 вересня 1994 року виведений зі складу флоту; 2004 року утилізований                                                                                            | | Серія радянських атомних підводних човнів, модифікація проєкту 667 «Навага» оснащених комплексом «Гранат» з 32 дозвуковими стратегічними крилатими ракетами С-10 «Гранат». Підводні човни проєкту 667АТ стали першими підводними носіями крилатих ракет C-10 «Гранат». Планувалася модернізація шести АПЧ проєкту 667А «Навага» до проєктом 667АТ, однак модернізовані тільки три (К-408, К-236, К-399 не модернізувалися) |
| ★                                                      | К-395                                        | 8 вересня 196728 липня 196910 жовтня 1969     | проєкт 667АТ                                 | 8 8809684                                    | завод № 402, Сєверодвінськ                     | 4 ТА калібру 533-мм (16 торпед, дві з ядерною ГЧ); 2 ТА калібру 406-мм (4 торпеди) 32 крилатих ракети РК-55 «Гранат» для 8 ТА                | 1969–2002                                    | 1 вересня 2002 року виведений зі складу флоту; 2007 року утилізований                                                                                            | | Серія радянських атомних підводних човнів, модифікація проєкту 667 «Навага» оснащених комплексом «Гранат» з 32 дозвуковими стратегічними крилатими ракетами С-10 «Гранат». Підводні човни проєкту 667АТ стали першими підводними носіями крилатих ракет C-10 «Гранат». Планувалася модернізація шести АПЧ проєкту 667А «Навага» до проєктом 667АТ, однак модернізовані тільки три (К-408, К-236, К-399 не модернізувалися) |
| Підводні човни проєкту 670 «Скат» (11 одиниць)         |                                              |                                               |                                              |                                              |                                                | |                                              | | | |
| 111                                                    | К-43                                         |                                               | проєкт 670                                   | 3 5804 980                                   | Червоне Сормово, Горький                       | 6 ТА калібру 533-мм (12 торпед); 2 ТА калібру 406-мм (4 торпеди) 8 крилатих ракети П-70 «Аметист»                                            | 9 травня 19642 серпня 19666 листопада 1967   | 1967–1984; 1991-1992 | 27 грудня 1984 року виведений зі складу флоту. 1 березня 1989 року повернутий ВМФ СРСР. 2007 року утилізований | переданий в оренду Військово-морським силам Індії, 5 січня 1988 року увійшов до строю як S-71 «Chakra». З 28 квітня 1992 року — Б-43 |
| 112                                                    | К-87                                         |                                               | проєкт 670                                   | 3 5804 980                                   | Червоне Сормово, Горький                       | 6 ТА калібру 533-мм (12 торпед); 2 ТА калібру 406-мм (4 торпеди) 8 крилатих ракети П-70 «Аметист»                                            | 6 лютого 196520 березня 196828 грудня 1968   | 1968–1990 | 19 квітня 1990 року виведений зі складу флоту. 2009 року утилізований | з 15 січня 1978 року — К-212. З 28 квітня 1992 року — Б-212 |
| 113                                                    | К-25                                         | 2 грудня 196531 липня 196830 грудня 1968      | проєкт 670                                   | 3 5804 980                                   | Червоне Сормово, Горький                       | 6 ТА калібру 533-мм (12 торпед); 2 ТА калібру 406-мм (4 торпеди) 8 крилатих ракети П-70 «Аметист»                                            | 1968–1991                                    | 24 червня 1991 року виведений зі складу флоту. 2003 року утилізований                                                                                            | з 28 квітня 1992 року — Б-25 | |
| 114                                                    | К-143                                        | 25 листопада 196629 квітня 196931 жовтня 1969 | проєкт 670                                   | 3 5804 980                                   | Червоне Сормово, Горький                       | 6 ТА калібру 533-мм (12 торпед); 2 ТА калібру 406-мм (4 торпеди) 8 крилатих ракети П-70 «Аметист»                                            | 1969–1992                                    | 30 червня 1992 року виведений зі складу флоту. У 2004 році утилізований                                                                                          | з 25 липня 1977 року — К-121, з 28 квітня 1992 року — Б-121 | |
| 115                                                    | К-313                                        | 14 липня 196616 липня 196916 грудня 1969      | проєкт 670                                   | 3 5804 980                                   | Червоне Сормово, Горький                       | 6 ТА калібру 533-мм (12 торпед); 2 ТА калібру 406-мм (4 торпеди) 8 крилатих ракети П-70 «Аметист»                                            | 1969–1992                                    | 3 липня 1992 року виведений зі складу флоту. 29 травня 1997 року затонув, піднятий та 2006 року утилізований                                                     | з 28 квітня 1992 року — Б-313 | |
| 116                                                    | К-308                                        | 29 грудня 196719 лютого 197020 вересня 1970   | проєкт 670                                   | 3 5804 980                                   | Червоне Сормово, Горький                       | 6 ТА калібру 533-мм (12 торпед); 2 ТА калібру 406-мм (4 торпеди) 8 крилатих ракети П-70 «Аметист»                                            | 1970–1992                                    | 30 липня 1992 року виведений зі складу флоту. 2006 року утилізований                                                                                             | з 28 квітня 1992 року — Б-308 | |
| 117                                                    | К-302                                        | 17 січня 196911 липня 19701 грудня 1970       | проєкт 670                                   | 3 5804 980                                   | Червоне Сормово, Горький                       | 6 ТА калібру 533-мм (12 торпед); 2 ТА калібру 406-мм (4 торпеди) 8 крилатих ракети П-70 «Аметист»                                            | 1970–1993                                    | 30 червня 1993 року виведений зі складу флоту. 2006 року утилізований                                                                                            | з лютого 1970 року К-320; з 28 квітня 1992 року — Б-302 | |
| 118                                                    | К-320                                        | 30 квітня 196827 березня 197115 вересня 1971  | проєкт 670                                   | 3 5804 980                                   | Червоне Сормово, Горький                       | 6 ТА калібру 533-мм (12 торпед); 2 ТА калібру 406-мм (4 торпеди) 8 крилатих ракети П-70 «Аметист»                                            | 1971–1990                                    | 19 квітня 1990 року виведений зі складу флоту. 2007 року утилізований                                                                                            | з лютого 1970 року К-302; з 28 квітня 1992 року — Б-320 | |
| 119                                                    | К-325                                        | 6 вересня 19694 червня 19715 листопада 1971   | проєкт 670                                   | 3 5804 980                                   | Червоне Сормово, Горький                       | 6 ТА калібру 533-мм (12 торпед); 2 ТА калібру 406-мм (4 торпеди) 8 крилатих ракети П-70 «Аметист»                                            | 1971–1991                                    | 24 червня 1991 року виведений зі складу флоту. 2009 року утилізований                                                                                            | з 28 квітня 1992 року — Б-325 | |
| 120                                                    | К-429                                        | 26 січня 197122 квітня 197215 вересня 1972    | проєкт 670                                   | 3 5804 980                                   | Червоне Сормово, Горький                       | 6 ТА калібру 533-мм (12 торпед); 2 ТА калібру 406-мм (4 торпеди) 8 крилатих ракети П-70 «Аметист»                                            | 1972–1987                                    | 24 червня 1983 року затонув (загинуло 16 людей); піднятий. 13 вересня 1985 року затонув вдруге, піднятий. Виведений зі складу флоту, 2001—2002 року утилізований | 5 березня 1987 року перетворений на навчально-тренувальну станцію УТС-130 | |
| 121                                                    | К-201                                        | 16 листопада 19717 вересня 197226 грудня 1972 | проєкт 670                                   | 3 5804 980                                   | Червоне Сормово, Горький                       | 6 ТА калібру 533-мм (12 торпед); 2 ТА калібру 406-мм (4 торпеди) 8 крилатих ракети П-70 «Аметист»                                            | 1972–1994                                    | у жовтні 1994 року виведений зі складу флоту. 2007 року утилізований                                                                                             | з 28 квітня 1992 року — Б-201 | |
| Підводні човни проєкту 670M «Скат-М/Чайка» (6 одиниць) |                                              |                                               |                                              |                                              |                                                | |                                              | | | |
| 122                                                    | К-452 «Новгород Великий»                     |                                               | проєкт 670Mпроєкт 06704                      | 4 3105 500                                   | Червоне Сормово, Горький                       | 6 ТА калібру 533-мм (12 торпед); 2 ТА калібру 406-мм (4 торпеди) 8 крилатих ракети П-120 «Малахіт»                                           | 30 грудня 1972липень 197330 грудня 1973      | 1973–1998 | 30 травня 1998 року виведений зі складу флоту. 2000 року утилізований | З 1989 року — «Беркут», з 3 червня 1992 року — Б-452, з 22 грудня 1997 року — К-452 «Новгород Великий» |
| 123                                                    | К-458                                        | проєкт 670M                                   | 12 лютого 197430 червня 197529 грудня 1975   | 4 3105 500                                   | Червоне Сормово, Горький                       | 6 ТА калібру 533-мм (12 торпед); 2 ТА калібру 406-мм (4 торпеди) 8 крилатих ракети П-120 «Малахіт»                                           | 1975–1991                                    | 24 червня 1991 року виведений зі складу флоту. 2001 року утилізований                                                                                            | З 3 червня 1992 року — Б-458 | |
| 124                                                    | К-479                                        | проєкт 670M                                   | 1 жовтня 19756 травня 197730 вересня 1977    | 4 3105 500                                   | Червоне Сормово, Горький                       | 6 ТА калібру 533-мм (12 торпед); 2 ТА калібру 406-мм (4 торпеди) 8 крилатих ракети П-120 «Малахіт»                                           | 1977–1992                                    | 5 липня 1992 року виведений зі складу флоту. 1996 року утилізований                                                                                              | З 3 червня 1992 року — Б-479 | |
| 125                                                    | К-503                                        | проєкт 670M                                   | 7 лютого 197722 вересня 197831 грудня 1978   | 4 3105 500                                   | Червоне Сормово, Горький                       | 6 ТА калібру 533-мм (12 торпед); 2 ТА калібру 406-мм (4 торпеди) 8 крилатих ракети П-120 «Малахіт»                                           | 1977–1994                                    | 25 січня 1994 року виведений зі складу флоту. 2001 року утилізований                                                                                             | З 3 червня 1992 року — Б-503 | |
| 126                                                    | К-508                                        | проєкт 670M                                   | 10 грудня 19773 жовтня 197930 грудня 1979    | 4 3105 500                                   | Червоне Сормово, Горький                       | 6 ТА калібру 533-мм (12 торпед); 2 ТА калібру 406-мм (4 торпеди) 8 крилатих ракети П-120 «Малахіт»                                           | 1979–1995                                    | 4 серпня 1995 року виведений зі складу флоту. 2001 року утилізований                                                                                             | З 3 червня 1992 року — Б-508 | |
| 127                                                    | К-209                                        | проєкт 670M                                   | 20 грудня 197916 вересня 198031 грудня 1980  | 4 3105 500                                   | Червоне Сормово, Горький                       | 6 ТА калібру 533-мм (12 торпед); 2 ТА калібру 406-мм (4 торпеди) 8 крилатих ракети П-120 «Малахіт»                                           | 1980–1995                                    | 4 серпня 1995 року виведений зі складу флоту. 2001 року утилізований                                                                                             | З 3 червня 1992 року — Б-209 | |
| Підводні човни проєкту 949 «Граніт» (2 одиниці)        |                                              |                                               |                                              |                                              |                                                | |                                              | | | |
| 128                                                    | К-525 «Архангельськ»                         |                                               | проєкт 949                                   | 12 50022 500                                 | завод № 402, Сєверодвінськ                     | 2 ТА калібру 650-мм; 4 ТА калібру 533-мм (усього 28 торпед) 24 крилаті ракети ЗМ-45 у 12 контейнерах ПУ ПКР комплексу П-700 «Граніт»         | 25 липня 19753 травня 198030 грудня 1980     | 1980–1996 | 31 липня 1996 року виведений зі складу флоту. 2005 року утилізований | З 6 квітня 1993 року — «Архангельськ» |
| 129                                                    | К-206 «Мурманськ»                            | 20 квітня 197910 грудня 198230 листопада 1983 | проєкт 949                                   | 12 50022 500                                 | завод № 402, Сєверодвінськ                     | 2 ТА калібру 650-мм; 4 ТА калібру 533-мм (усього 28 торпед) 24 крилаті ракети ЗМ-45 у 12 контейнерах ПУ ПКР комплексу П-700 «Граніт»         | 1980–1996                                    | 7 січня 1998 року виведений зі складу флоту. 2004 року утилізований                                                                                              | З 14 квітня 1987 року — «Мінський комсомолець», з 6 квітня 1993 року — «Мурманськ» | |
| Підводні човни проєкту 949А «Антей» (14 одиниць)       |                                              |                                               |                                              |                                              |                                                | |                                              | | | |
| 130                                                    | К-148 «Краснодар»                            |                                               | проєкт 949А                                  | 14 70024 000                                 | завод № 402, Сєверодвінськ                     | 2 ТА калібру 650-мм (8-12 торпед) і 4 ТА калібру 533-мм (16 торпед) 24 крилаті ракети ЗМ-45 у 12 контейнерах ПУ ПКР комплексу П-700 «Граніт» | 22 липня 19823 березня 198530 вересня 1986   | 1986–1998 | 28 липня 1998 року виведений зі складу флоту. 2014 року утилізований | З 6 квітня 1993 року — «Краснодар» |
| 131                                                    | К-173 «Красноярськ»                          | 4 серпня 198327 березня 198631 грудня 1986    | проєкт 949А                                  | 14 70024 000                                 | завод № 402, Сєверодвінськ                     | 2 ТА калібру 650-мм (8-12 торпед) і 4 ТА калібру 533-мм (16 торпед) 24 крилаті ракети ЗМ-45 у 12 контейнерах ПУ ПКР комплексу П-700 «Граніт» | 1986–1999                                    | 13 квітня 1999 року виведений зі складу флоту. 2016 року утилізований                                                                                            | З 13 квітня 1993 року — «Красноярськ» | |
| 132                                                    | К-132 «Іркутськ»                             | 8 травня 198529 грудня 198730 грудня 1988     | проєкт 949А                                  | 14 70024 000                                 | завод № 402, Сєверодвінськ                     | 2 ТА калібру 650-мм (8-12 торпед) і 4 ТА калібру 533-мм (16 торпед) 24 крилаті ракети ЗМ-45 у 12 контейнерах ПУ ПКР комплексу П-700 «Граніт» | з 1988–по т.ч.                               | на ремонті і модернізації на ДСЗ «Звєзда» до 2022 року | З 13 квітня 1993 року — «Іркутськ» | |
| 133                                                    | К-119 «Воронеж»                              | 25 лютого 198616 грудня 198829 грудня 1989    | проєкт 949А                                  | 14 70024 000                                 | завод № 402, Сєверодвінськ                     | 2 ТА калібру 650-мм (8-12 торпед) і 4 ТА калібру 533-мм (16 торпед) 24 крилаті ракети ЗМ-45 у 12 контейнерах ПУ ПКР комплексу П-700 «Граніт» | з 1989–2020                                  | з 2020 року у резерві для подальшого списання | З 6 квітня 1993 року — «Воронеж» | |
| 134                                                    | К-410 «Смоленськ»                            | 9 грудня 198620 січня 199022 грудня 1990      | проєкт 949А                                  | 14 70024 000                                 | завод № 402, Сєверодвінськ                     | 2 ТА калібру 650-мм (8-12 торпед) і 4 ТА калібру 533-мм (16 торпед) 24 крилаті ракети ЗМ-45 у 12 контейнерах ПУ ПКР комплексу П-700 «Граніт» | з 1990–по т.ч.                               | у строю | З 6 квітня 1993 року — «Смоленськ» | |
| 135                                                    | К-442 «Челябінськ»                           | 21 травня 198718 червня 199028 грудня 1990    | проєкт 949А                                  | 14 70024 000                                 | завод № 402, Сєверодвінськ                     | 2 ТА калібру 650-мм (8-12 торпед) і 4 ТА калібру 533-мм (16 торпед) 24 крилаті ракети ЗМ-45 у 12 контейнерах ПУ ПКР комплексу П-700 «Граніт» | з 1990–по т.ч.                               | на ремонті | З 13 квітня 1993 року — «Челябінськ» | |
| 136                                                    | К-456 «Твер»                                 | 9 лютого 198828 червня 199118 серпня 1992     | проєкт 949А                                  | 14 70024 000                                 | завод № 402, Сєверодвінськ                     | 2 ТА калібру 650-мм (8-12 торпед) і 4 ТА калібру 533-мм (16 торпед) 24 крилаті ракети ЗМ-45 у 12 контейнерах ПУ ПКР комплексу П-700 «Граніт» | з 1992–по т.ч.                               | у строю | З 15 лютого 1992 року — «Касатка», з 20 червня 1996 року — «Вілючинськ», з 28 січня 2011 року — «Твер» | |
| 137                                                    | К-266 «Орел»                                 | 19 січня 198922 травня 199230 грудня 1992     | проєкт 949А                                  | 14 70024 000                                 | завод № 402, Сєверодвінськ                     | 2 ТА калібру 650-мм (8-12 торпед) і 4 ТА калібру 533-мм (16 торпед) 24 крилаті ракети ЗМ-45 у 12 контейнерах ПУ ПКР комплексу П-700 «Граніт» | з 1992–по т.ч.                               | у строю | З 1991 до 1993 — «Сєверодвінськ», з 6 квітня 1993 року — «Орел» | |
| 138                                                    | К-186 «Омськ»                                | 13 липня 198910 травня 199315 грудня 1993     | проєкт 949А                                  | 14 70024 000                                 | завод № 402, Сєверодвінськ                     | 2 ТА калібру 650-мм (8-12 торпед) і 4 ТА калібру 533-мм (16 торпед) 24 крилаті ракети ЗМ-45 у 12 контейнерах ПУ ПКР комплексу П-700 «Граніт» | з 1993–по т.ч.                               | у строю | З 13 квітня 1993 року — «Омськ» | |
| 139                                                    | К-141 «Курськ»                               | 22 березня 199016 травня 199420 січня 1995    | проєкт 949А                                  | 14 70024 000                                 | завод № 402, Сєверодвінськ                     | 2 ТА калібру 650-мм (8-12 торпед) і 4 ТА калібру 533-мм (16 торпед) 24 крилаті ракети ЗМ-45 у 12 контейнерах ПУ ПКР комплексу П-700 «Граніт» | з 1995–2000                                  | 12 серпня 2000 року затонув з 118 членами екіпажу в Баренцовому морі                                                                                             | З 6 квітня 1993 року — «Курськ» | |
| 140                                                    | К-150 «Томськ»                               | 27 серпня 199120 липня 199630 грудня 1996     | проєкт 949А                                  | 14 70024 000                                 | завод № 402, Сєверодвінськ                     | 2 ТА калібру 650-мм (8-12 торпед) і 4 ТА калібру 533-мм (16 торпед) 24 крилаті ракети ЗМ-45 у 12 контейнерах ПУ ПКР комплексу П-700 «Граніт» | з 1996–по т.ч.                               | у строю | З 13 квітня 1993 року — «Томськ» | |
| 141                                                    | К-329 «Бєлгород»                             | 24 липня 199223 квітня 20198 липня 2022       | проєкт 949А                                  | 14 70024 000                                 | завод № 402, Сєверодвінськ                     | 2 ТА калібру 650-мм (8-12 торпед) і 4 ТА калібру 533-мм (16 торпед) 24 крилаті ракети ЗМ-45 у 12 контейнерах ПУ ПКР комплексу П-700 «Граніт» | з 2022–по т.ч.                               | у строю | З 6 квітня 1993 року — «Бєлгород». 16 травня 1994 року виключено зі складу ВМФ і законсервований. У вересні 2000 року будівництво відновлено | |
| 142                                                    | К-135 «Волгоград»                            | 2 серпня 1993—                                | проєкт 949А                                  | 14 70024 000                                 | завод № 402, Сєверодвінськ                     | 2 ТА калібру 650-мм (8-12 торпед) і 4 ТА калібру 533-мм (16 торпед) 24 крилаті ракети ЗМ-45 у 12 контейнерах ПУ ПКР комплексу П-700 «Граніт» |                                              | 1998 року знятий з виробництва, законсервований | | |
| 143                                                    | К-160 «Барнаул»                              | —                                             | проєкт 949А                                  | 14 70024 000                                 | завод № 402, Сєверодвінськ                     | 2 ТА калібру 650-мм (8-12 торпед) і 4 ТА калібру 533-мм (16 торпед) 24 крилаті ракети ЗМ-45 у 12 контейнерах ПУ ПКР комплексу П-700 «Граніт» |                                              | не добудовувався. Готовність на 2002 рік становила 49 %, у 2012 році утилізований                                                                                | | |
| Підводні човни проєкту 971 «Щука-Б» (15 одиниць)       |                                              |                                               |                                              |                                              |                                                | |                                              | | | |
| 144                                                    | К-284 «Акула»                                |                                               | проєкт 971                                   | 8 14012 770                                  | завод № 199, Комсомольськ-на-Амурі             | 4 ТА калібру 650-мм (12 торпед) і 4 ТА калібру 533-мм (28 торпед) ракетний комплекс морського базування РК-55 «Гранат»                       | 11 листопада 198322 липня 198430 грудня 1984 | 1984–1994 | 1994 року виведений зі складу флоту. 2008 року утилізований | З 13 квітня 1993 року — «Акула» |
| 145                                                    | К-263 «Барнаул»                              | 9 травня 198528 травня 198630 грудня 1987     | проєкт 971                                   | 8 14012 770                                  | завод № 199, Комсомольськ-на-Амурі             | 4 ТА калібру 650-мм (12 торпед) і 4 ТА калібру 533-мм (28 торпед) ракетний комплекс морського базування РК-55 «Гранат»                       | 1987–2013                                    | 2013 року виведений зі складу флоту. 2019 року утилізований | З 13 квітня 1993 року — «Дельфін»; з 9 лютого 2002 — «Барнаул» | |
| 146                                                    | К-322 «Кашалот»                              | 5 вересня 198618 липня 198730 грудня 1988     | проєкт 971                                   | 8 14012 770                                  | завод № 199, Комсомольськ-на-Амурі             | 4 ТА калібру 650-мм (12 торпед) і 4 ТА калібру 533-мм (28 торпед) ракетний комплекс морського базування РК-55 «Гранат»                       | 1988–2019                                    | 2019 року виведений зі складу флоту; перебуває в процесі утилізації                                                                                              | З 13 квітня 1993 року — «Кашалот» | |
| 147                                                    | К-391 «Братськ»                              | проєкт 971М                                   | 23 лютого 198814 квітня 198929 грудня 1989   | 8 14012 770                                  | завод № 199, Комсомольськ-на-Амурі             | 4 ТА калібру 650-мм (12 торпед) і 4 ТА калібру 533-мм (28 торпед) ракетний комплекс морського базування РК-55 «Гранат»                       | 1989–2022                                    | 2022 року списаний; перебуває в процесі утилізації | З 13 квітня 1993 року — «Кит», з 10 вересня 1997 року — «Братськ» | |
| 148                                                    | К-331 «Магадан»                              | проєкт 971У                                   | 28 грудня 198923 червня 199031 грудня 1990   | 8 14012 770                                  | завод № 199, Комсомольськ-на-Амурі             | 4 ТА калібру 650-мм (12 торпед) і 4 ТА калібру 533-мм (28 торпед) ракетний комплекс морського базування РК-55 «Гранат»                       | 1990–по т.ч.                                 | З 2014 року — на ремонті | З 13 квітня 1993 року — «Нарвал», з 24 січня 2001 року — «Магадан» | |
| 149                                                    | К-419 «Кузбас»                               | проєкт 971У                                   | 28 липня 199118 травня 199231 грудня 1992    | 8 14012 770                                  | завод № 199, Комсомольськ-на-Амурі             | 4 ТА калібру 650-мм (12 торпед) і 4 ТА калібру 533-мм (28 торпед) ракетний комплекс морського базування РК-55 «Гранат»                       | 1992–по т.ч.                                 | | З 13 квітня 1993 року — «Морж», з 29 січня 1998 року — «Кузбас» | |
| 150                                                    | К-295 «Самара»                               | проєкт 971М                                   | 7 листопада 199315 серпня 199417 липня 1995  | 8 14012 770                                  | завод № 199, Комсомольськ-на-Амурі             | 4 ТА калібру 650-мм (12 торпед) і 4 ТА калібру 533-мм (28 торпед) ракетний комплекс морського базування РК-55 «Гранат»                       | 1995–по т.ч.                                 | З 2014 року — на ремонті | З 29 грудня 1995 року — «Дракон», з 30 серпня 1999 року — «Самара» | |
| 151                                                    | К-152 «Нерпа»                                | проєкт 971І                                   | 199324 червня 200628 грудня 2009             | 8 14012 770                                  | завод № 199, Комсомольськ-на-Амурі             | 4 ТА калібру 650-мм (12 торпед) і 4 ТА калібру 533-мм (28 торпед) ракетний комплекс морського базування РК-55 «Гранат»                       | 2009–2012; 2012-2021                         | З 13 квітня 1993 року — «Нерпа» | переданий у лізинг Військово-морським силам Індії, 23 січня 2012 року увійшов до строю як INS Chakra II. У червні 2021 року повернутий назад раніше встановленого терміну | |
| 152                                                    | К-480 «Ак Барс»                              | проєкт 971                                    | завод № 402, Сєверодвінськ                   | 8 14012 770                                  | 22 лютого 198516 квітня 198829 грудня 1989     | 4 ТА калібру 650-мм (12 торпед) і 4 ТА калібру 533-мм (28 торпед) ракетний комплекс морського базування РК-55 «Гранат»                       | 1992–2002                                    | 1 жовтня 2002 року виведений зі складу флоту. 2010 року утилізований                                                                                             | З 24 липня 1991 року — «Барс», з 27 квітня 1997 року — «Ак Барс» | |
| 153                                                    | К-317 «Пантера»                              | проєкт 971                                    | завод № 402, Сєверодвінськ                   | 8 14012 770                                  | 6 листопада 198621 травня 199027 грудня 1990   | 4 ТА калібру 650-мм (12 торпед) і 4 ТА калібру 533-мм (28 торпед) ракетний комплекс морського базування РК-55 «Гранат»                       | 1990–по т.ч.                                 | | З 10 жовтня 1990 року — «Пантера» | |
| 154                                                    | К-461 «Волк»                                 | проєкт 971                                    | завод № 402, Сєверодвінськ                   | 8 14012 770                                  | 14 листопада 198711 червня 199129 грудня 1991  | 4 ТА калібру 650-мм (12 торпед) і 4 ТА калібру 533-мм (28 торпед) ракетний комплекс морського базування РК-55 «Гранат»                       | 1991–по т.ч.                                 | З 2014 року — на ремонті | З 25 червня 1991 року — «Волк» | |
| 155                                                    | К-328 «Леопард»                              | проєкт 971                                    | завод № 402, Сєверодвінськ                   | 8 14012 770                                  | 26 жовтня 198828 червня 199230 грудня 1992     | 4 ТА калібру 650-мм (12 торпед) і 4 ТА калібру 533-мм (28 торпед) ракетний комплекс морського базування РК-55 «Гранат»                       | 1992–по т.ч.                                 | З 2011 до 2021 року — на ремонті | З 24 січня 1991 року — «Леопард» | |
| 156                                                    | К-154 «Тигр»                                 | проєкт 971                                    | завод № 402, Сєверодвінськ                   | 8 14012 770                                  | 10 вересня 198926 червня 199329 грудня 1993    | 4 ТА калібру 650-мм (12 торпед) і 4 ТА калібру 533-мм (28 торпед) ракетний комплекс морського базування РК-55 «Гранат»                       | 1993–по т.ч.                                 | З 2019 року — на ремонті та модернізації | З 24 липня 1991 року — «Тигр» | |
| 157                                                    | К-157 «Вепр»                                 | проєкт 971У                                   | завод № 402, Сєверодвінськ                   | 8 14012 770                                  | 13 липня 199010 грудня 199425 листопада 1995   | 4 ТА калібру 650-мм (12 торпед) і 4 ТА калібру 533-мм (28 торпед) ракетний комплекс морського базування РК-55 «Гранат»                       | 1995–по т.ч.                                 | | З 24 липня 1991 року — «Вепр» | |
| 158                                                    | К-335 «Гепард»                               | проєкт 971У                                   | завод № 402, Сєверодвінськ                   | 8 14012 770                                  | 23 вересня 199117 вересня 19993 грудня 2001    | 4 ТА калібру 650-мм (12 торпед) і 4 ТА калібру 533-мм (28 торпед) ракетний комплекс морського базування РК-55 «Гранат»                       | 2001–по т.ч.                                 | | З 22 лютого 1993 року — «Гепард» | |
| Підводні човни проєкту 885 «Ясень» (9 одиниць)         |                                              |                                               |                                              |                                              |                                                | |                                              | | | |
| 159                                                    | К-560 «Сєверодвінськ»                        |                                               | проєкт 885                                   | 8 60013 800                                  | Севмаш, Сєверодвінськ                          | 10 ТА калібру 533-мм (30 торпед) 8 × 4 ПУ КР П-800 «Онікс» або «Циркон» або «Калібр»                                                         | 21 грудня 199315 червня 201017 червня 2014   | 2014–по т.ч. | | |
| 160                                                    | К-561 «Казань»                               | проєкт 885М                                   | 24 липня 200931 березня 20177 травня 2021    | 8 60013 800                                  | Севмаш, Сєверодвінськ                          | 10 ТА калібру 533-мм (30 торпед) 8 × 4 ПУ КР П-800 «Онікс» або «Циркон» або «Калібр»                                                         | 2021–по т.ч.                                 | | | |
| 161                                                    | К-573 «Новосибірськ»                         | проєкт 885М                                   | 26 липня 201325 грудня 201921 грудня 2021    | 8 60013 800                                  | Севмаш, Сєверодвінськ                          | 10 ТА калібру 533-мм (30 торпед) 8 × 4 ПУ КР П-800 «Онікс» або «Циркон» або «Калібр»                                                         | 2021–по т.ч.                                 | | | |
| 162                                                    | К-571 «Красноярськ»                          | проєкт 885М                                   | 27 липня 201430 липня 202111 грудня 2023     | 8 60013 800                                  | Севмаш, Сєверодвінськ                          | 10 ТА калібру 533-мм (30 торпед) 8 × 4 ПУ КР П-800 «Онікс» або «Циркон» або «Калібр»                                                         | 2023–по т.ч.                                 | | | |
| 163                                                    | К-564 «Архангельськ»                         | проєкт 885М                                   | 19 березня 201529 листопада 2023…            | 8 60013 800                                  | Севмаш, Сєверодвінськ                          | 10 ТА калібру 533-мм (30 торпед) 8 × 4 ПУ КР П-800 «Онікс» або «Циркон» або «Калібр»                                                         | будується                                    | | | |
| 164                                                    | К-? «Перм»                                   | проєкт 885М                                   | 29 липня 2016…                               | 8 60013 800                                  | Севмаш, Сєверодвінськ                          | 10 ТА калібру 533-мм (30 торпед) 8 × 4 ПУ КР П-800 «Онікс» або «Циркон» або «Калібр»                                                         | будується                                    | | | |
| 165                                                    | К-? «Ульяновськ»                             | проєкт 885М                                   | 28 липня 2017…                               | 8 60013 800                                  | Севмаш, Сєверодвінськ                          | 10 ТА калібру 533-мм (30 торпед) 8 × 4 ПУ КР П-800 «Онікс» або «Циркон» або «Калібр»                                                         | будується                                    | | | |
| 166                                                    | К-? «Воронеж»                                | проєкт 885М                                   | 20 липня 2020…                               | 8 60013 800                                  | Севмаш, Сєверодвінськ                          | 10 ТА калібру 533-мм (30 торпед) 8 × 4 ПУ КР П-800 «Онікс» або «Циркон» або «Калібр»                                                         | будується                                    | | | |
| 167                                                    | К-? «Владивосток»                            | проєкт 885М                                   | 20 липня 2020…                               | 8 60013 800                                  | Севмаш, Сєверодвінськ                          | 10 ТА калібру 533-мм (30 торпед) 8 × 4 ПУ КР П-800 «Онікс» або «Циркон» або «Калібр»                                                         | будується                                    | | | |

### Підводні човни атомні з балістичними ракетами (ПЧАРБ)
| №                                                    | Назва                                  | Зображення                                    | Підтип | Водотон., т надв.підв.                 | Корабельня                                    | Озброєння | Закладений Спуск на воду Введений               | На службі | Доля | Прим. |
| Підводні човни проєкту 658 (8 одиниць)               | Підводні човни проєкту 658 (8 одиниць) | Підводні човни проєкту 658 (8 одиниць)        | Підводні човни проєкту 658 (8 одиниць) | Підводні човни проєкту 658 (8 одиниць) | Підводні човни проєкту 658 (8 одиниць)        | Підводні човни проєкту 658 (8 одиниць) | Підводні човни проєкту 658 (8 одиниць)          | Підводні човни проєкту 658 (8 одиниць)                                                                            | Підводні човни проєкту 658 (8 одиниць) | Підводні човни проєкту 658 (8 одиниць) |
| ---------------------------------------------------- | -------------------------------------- | --------------------------------------------- | --- | -------------------------------------- | --------------------------------------------- | --- | ----------------------------------------------- | --- | --- | --- |
| 168                                                  | К-19                                   |                                               | проєкт 658/658М/658С | 4 0395 300                             | завод № 402, Сєверодвінськ                    | 4 ТА калібру 533-мм (16 торпед), 2 ТА калібру 400-мм (6 торпед) ракетний комплекс Д-2 з БРПЧ Р-13 або Д-4 з БРПЧ Р-21                                                    | 17 жовтня 195811 жовтня 195912 листопада 1960   | 1960–1990 | 19 квітня 1990 року виведений зі складу флоту; 2003 року утилізований | перший радянський атомний підводний човен з балістичними ракетами. 1961—1963 модифікований за проєктом 658М; 1975—1979 за проєктом 658С       |
| 169                                                  | К-33                                   | 9 лютого 19596 серпня 196024 грудня 1960      | проєкт 658/658М/658С | 4 0395 300                             | завод № 402, Сєверодвінськ                    | 4 ТА калібру 533-мм (16 торпед), 2 ТА калібру 400-мм (6 торпед) ракетний комплекс Д-2 з БРПЧ Р-13 або Д-4 з БРПЧ Р-21                                                    | 1960–1987                                       | 16 вересня 1987 року виведений зі складу флоту; 2004 року утилізований                                            | 1962—1964 модифікований за проєктом 658М; 1978—1983 за проєктом 658С | |
| 170                                                  | К-55                                   | 5 серпня 195918 серпня 196027 грудня 1960     | проєкт 658/658М/658С | 4 0395 300                             | завод № 402, Сєверодвінськ                    | 4 ТА калібру 533-мм (16 торпед), 2 ТА калібру 400-мм (6 торпед) ракетний комплекс Д-2 з БРПЧ Р-13 або Д-4 з БРПЧ Р-21                                                    | 1960–1989                                       | 14 березня 1989 року виведений зі складу флоту; 2002 року утилізований                                            | 1964—1966 модифікований за проєктом 658М; 1981—1983 за проєктом 658У | |
| 171                                                  | К-40                                   | 6 грудня 195918 вересня 196027 грудня 1960    | проєкт 658/658М/658С | 4 0395 300                             | завод № 402, Сєверодвінськ                    | 4 ТА калібру 533-мм (16 торпед), 2 ТА калібру 400-мм (6 торпед) ракетний комплекс Д-2 з БРПЧ Р-13 або Д-4 з БРПЧ Р-21                                                    | 1960–1986                                       | 12 жовтня 1986 року виведений зі складу флоту; 1990 року утилізований                                             | 1966—1967 модифікований за проєктом 658М | |
| 172                                                  | К-16                                   | 5 травня 196031 липня 196128 грудня 1962      | проєкт 658/658М/658С | 4 0395 300                             | завод № 402, Сєверодвінськ                    | 4 ТА калібру 533-мм (16 торпед), 2 ТА калібру 400-мм (6 торпед) ракетний комплекс Д-2 з БРПЧ Р-13 або Д-4 з БРПЧ Р-21                                                    | 1962–1989                                       | 14 березня 1989 року виведений зі складу флоту; 1992 року утилізований                                            | 1968—1970 модифікований за проєктом 658М | |
| 173                                                  | К-145                                  | 21 січня 196130 травня 196223 жовтня 1962     | проєкт 658/658М/658С | 4 0395 300                             | завод № 402, Сєверодвінськ                    | 4 ТА калібру 533-мм (16 торпед), 2 ТА калібру 400-мм (6 торпед) ракетний комплекс Д-2 з БРПЧ Р-13 або Д-4 з БРПЧ Р-21                                                    | 1962–1970                                       | | 1965-1970 роках модифікований у | |
| 174                                                  | К-149                                  | 12 квітня 196120 липня 196227 жовтня 1962     | проєкт 658/658М/658С | 4 0395 300                             | завод № 402, Сєверодвінськ                    | 4 ТА калібру 533-мм (16 торпед), 2 ТА калібру 400-мм (6 торпед) ракетний комплекс Д-2 з БРПЧ Р-13 або Д-4 з БРПЧ Р-21                                                    | 1962–1991                                       | 24 червня 1991 року виведений зі складу флоту; 2005 року утилізований                                             | З 1969 року — «Український комсомолець», з 4 квітня 1990 року — КС-149. 1964—1965 роках модифікований за проєктом 658М; 1984—1987 — за проєктом 658Т(?)                                                    | |
| 175                                                  | К-178                                  | 11 вересня 19611 квітня 19628 грудня 1962     | проєкт 658/658М/658С | 4 0395 300                             | завод № 402, Сєверодвінськ                    | 4 ТА калібру 533-мм (16 торпед), 2 ТА калібру 400-мм (6 торпед) ракетний комплекс Д-2 з БРПЧ Р-13 або Д-4 з БРПЧ Р-21                                                    | 1962–1990                                       | 19 квітня 1990 року виведений зі складу флоту; 1998 року утилізований                                             | 1965—1967 роках модифікований за проєктом 658М; 1982—1984 — за проєктом 658У | |
| Підводні човни проєкту 701 (1 одиниця)               |                                        |                                               | |                                        |                                               | |                                                 | | | |
| ★                                                    | К-145                                  |                                               | проєкт 701 | 5 5006 400                             | завод № 402, Сєверодвінськ                    | 4 ТА калібру 533-мм (16 торпед), 2 ТА калібру 400-мм (6 торпед) ракетний комплекс Д-9 з 6 БРПЧ Р-29                                                                      | 21 січня 196130 травня 196223 жовтня 1962       | 1970–1991 | 14 березня 1989 року виведений зі складу флоту; 1996 року утилізований | 1965-1970 роках модифікований з проєкту 658М                                                                                                  |
| Підводні човни проєкту 667А «Навага» (34 одиниці)    |                                        |                                               | |                                        |                                               | |                                                 | | | |
| 176                                                  | К-137                                  |                                               | проєкт 667А, 667АУ | 7 76011 500                            | завод № 402, Сєверодвінськ                    | 4 ТА калібру 533-мм (16 торпед, дві з ядерною ГЧ), 2 ТА калібру 400-мм (4-6 торпед) ракетний комплекс Д-5 з БРПЧ 16 ракет Р-27 (РСМ-25)                                  | 4 листопада 196411 вересня 19666 листопада 1967 | 1967–1994 | 3 квітня 1994 року виведений зі складу флоту; 2003 року утилізований | З 11 квітня 1970 року — «Ленінець»; 1985 року модифікований за проєктом 667АУ                                                                 |
| 177                                                  | К-140                                  | проєкт 667А, 667АМ                            | 19 вересня 196523 серпня 196730 грудня 1967 | 7 76011 500                            | завод № 402, Сєверодвінськ                    | 4 ТА калібру 533-мм (16 торпед, дві з ядерною ГЧ), 2 ТА калібру 400-мм (4-6 торпед) ракетний комплекс Д-5 з БРПЧ 16 ракет Р-27 (РСМ-25)                                  | 1967–1990                                       | 19 квітня 1990 року виведений зі складу флоту; 1998 року утилізований                                             | 1978 року модифікований за проєктом 667АМ | |
| 178                                                  | К-26                                   | проєкт 667АУ                                  | 30 грудня 196523 грудня 19673 жовтня 1968 | 7 76011 500                            | завод № 402, Сєверодвінськ                    | 4 ТА калібру 533-мм (16 торпед, дві з ядерною ГЧ), 2 ТА калібру 400-мм (4-6 торпед) ракетний комплекс Д-5 з БРПЧ 16 ракет Р-27 (РСМ-25)                                  | 1968–1988                                       | 17 липня 1988 року виведений зі складу флоту; 2003 року утилізований                                              | 1985 року модифікований за проєктом 667АТ (не завершено) | |
| 179                                                  | К-32                                   | проєкт 667А                                   | 25 лютого 196625 квітня 196826 жовтня 1968 | 7 76011 500                            | завод № 402, Сєверодвінськ                    | 4 ТА калібру 533-мм (16 торпед, дві з ядерною ГЧ), 2 ТА калібру 400-мм (4-6 торпед) ракетний комплекс Д-5 з БРПЧ 16 ракет Р-27 (РСМ-25)                                  | 1968–1990                                       | 19 квітня 1990 року виведений зі складу флоту; 1998 року утилізований                                             | 21 червня 1986 року перейменований на КС-32 | |
| 180                                                  | К-216                                  | проєкт 667А                                   | 6 червня 19666 серпня 196827 грудня 1968 | 7 76011 500                            | завод № 402, Сєверодвінськ                    | 4 ТА калібру 533-мм (16 торпед, дві з ядерною ГЧ), 2 ТА калібру 400-мм (4-6 торпед) ракетний комплекс Д-5 з БРПЧ 16 ракет Р-27 (РСМ-25)                                  | 1968–1988                                       | 18 липня 1988 року виведений зі складу флоту; 1994 року утилізований                                              | 18 квітня 1986 року перейменований на КС-216 | |
| 181                                                  | К-207                                  | проєкт 667А                                   | 4 листопада 196620 вересня 196830 грудня 1968 | 7 76011 500                            | завод № 402, Сєверодвінськ                    | 4 ТА калібру 533-мм (16 торпед, дві з ядерною ГЧ), 2 ТА калібру 400-мм (4-6 торпед) ракетний комплекс Д-5 з БРПЧ 16 ракет Р-27 (РСМ-25)                                  | 1968–1989                                       | 30 травня 1989 року виведений зі складу флоту; 2001 року утилізований                                             | 27 серпня 1981 року перейменований на КС-207 | |
| 182                                                  | К-210                                  | проєкт 667А                                   | 16 грудня 196629 грудня 19686 серпня 1969 | 7 76011 500                            | завод № 402, Сєверодвінськ                    | 4 ТА калібру 533-мм (16 торпед, дві з ядерною ГЧ), 2 ТА калібру 400-мм (4-6 торпед) ракетний комплекс Д-5 з БРПЧ 16 ракет Р-27 (РСМ-25)                                  | 1969–1988                                       | 17 липня 1988 року виведений зі складу флоту; 2001 року утилізований                                              | 15 листопада 1984 року перейменований на КС-210 | |
| 183                                                  | К-249                                  | проєкт 667А                                   | 18 березня 196730 березня 196927 вересня 1969 | 7 76011 500                            | завод № 402, Сєверодвінськ                    | 4 ТА калібру 533-мм (16 торпед, дві з ядерною ГЧ), 2 ТА калібру 400-мм (4-6 торпед) ракетний комплекс Д-5 з БРПЧ 16 ракет Р-27 (РСМ-25)                                  | 1969–1988                                       | 17 липня 1988 року виведений зі складу флоту; 2004 року утилізований                                              | 15 листопада 1984 року перейменований на КС-249 | |
| 184                                                  | К-253                                  | проєкт 667А, 667АТ                            | 26 червня 19675 червня 19691 листопада 1969 | 7 76011 500                            | завод № 402, Сєверодвінськ                    | 4 ТА калібру 533-мм (16 торпед, дві з ядерною ГЧ), 2 ТА калібру 400-мм (4-6 торпед) ракетний комплекс Д-5 з БРПЧ 16 ракет Р-27 (РСМ-25)                                  | 1969–1993                                       | 20 червня 1993 року виведений зі складу флоту; 2004 року утилізований                                             | 1988 року модифікований за проєктом 667АТ | |
| 185                                                  | К-395                                  | проєкт 667А, 667АТ                            | 8 вересня 196728 липня 19695 грудня 1969 | 7 76011 500                            | завод № 402, Сєверодвінськ                    | 4 ТА калібру 533-мм (16 торпед, дві з ядерною ГЧ), 2 ТА калібру 400-мм (4-6 торпед) ракетний комплекс Д-5 з БРПЧ 16 ракет Р-27 (РСМ-25)                                  | 1969–2002                                       | 1 вересня 2002 року виведений зі складу флоту; 2007 року утилізований                                             | 1991 року модифікований за проєктом 667АТ | |
| 186                                                  | К-408                                  | проєкт 667А, 667АТ                            | 20 січня 196810 вересня 196925 грудня 1969 | 7 76011 500                            | завод № 402, Сєверодвінськ                    | 4 ТА калібру 533-мм (16 торпед, дві з ядерною ГЧ), 2 ТА калібру 400-мм (4-6 торпед) ракетний комплекс Д-5 з БРПЧ 16 ракет Р-27 (РСМ-25)                                  | 1969–1988                                       | 17 липня 1988 року виведений зі складу флоту; 1995 року утилізований                                              | 1984 року модифікований за проєктом 667АТ (не завершено) | |
| 187                                                  | К-411 «Оренбург»                       | проєкт 667А, 667АН                            | 25 травня 196916 січня 197031 серпня 1970 | 7 76011 500                            | завод № 402, Сєверодвінськ                    | 4 ТА калібру 533-мм (16 торпед, дві з ядерною ГЧ), 2 ТА калібру 400-мм (4-6 торпед) ракетний комплекс Д-5 з БРПЧ 16 ракет Р-27 (РСМ-25)                                  | 1970–2004                                       | 2004 року виведений зі складу флоту; 2009 року утилізований                                                       | 29 квітня 1982 року перейменований на КС-411; з 3 червня 1992 року — БС-411; з 8 вересня 1998 року — «Оренбург»; 1990 року модифікований за проєктом 09774                                                 | |
| 188                                                  | К-418                                  | проєкт 667А                                   | 29 червня 196814 березня 197022 вересня 1970 | 7 76011 500                            | завод № 402, Сєверодвінськ                    | 4 ТА калібру 533-мм (16 торпед, дві з ядерною ГЧ), 2 ТА калібру 400-мм (4-6 торпед) ракетний комплекс Д-5 з БРПЧ 16 ракет Р-27 (РСМ-25)                                  | 1970–1989                                       | 17 березня 1989 року виведений зі складу флоту; 1998 року утилізований                                            | | |
| 189                                                  | К-420                                  | проєкт 667А, 667М                             | 12 жовтня 196825 квітня 197029 жовтня 1970 | 7 76011 500                            | завод № 402, Сєверодвінськ                    | 4 ТА калібру 533-мм (16 торпед, дві з ядерною ГЧ), 2 ТА калібру 400-мм (4-6 торпед) ракетний комплекс Д-5 з БРПЧ 16 ракет Р-27 (РСМ-25)                                  | 1970–1994                                       | 1 жовтня 1994 року виведений зі складу флоту; 2004 року утилізований                                              | 1989 року модифікований за проєктом 667М «Андромеда»; 1992 року перейменований на КС-420 | |
| 190                                                  | К-423                                  | проєкт 667А, 667АТ                            | 13 січня 19697 квітня 197013 листопада 1970 | 7 76011 500                            | завод № 402, Сєверодвінськ                    | 4 ТА калібру 533-мм (16 торпед, дві з ядерною ГЧ), 2 ТА калібру 400-мм (4-6 торпед) ракетний комплекс Д-5 з БРПЧ 16 ракет Р-27 (РСМ-25)                                  | 1970–1994                                       | 7 серпня 1994 року виведений зі складу флоту; 2003 року утилізований                                              | 1982 року модифікований за проєктом 667АТ | |
| 191                                                  | К-426                                  | проєкт 667А                                   | 17 квітня 196928 серпня 197022 грудня 1970 | 7 76011 500                            | завод № 402, Сєверодвінськ                    | 4 ТА калібру 533-мм (16 торпед, дві з ядерною ГЧ), 2 ТА калібру 400-мм (4-6 торпед) ракетний комплекс Д-5 з БРПЧ 16 ракет Р-27 (РСМ-25)                                  | 1970–1990                                       | 19 квітня 1990 року виведений зі складу флоту; 2005 року утилізований                                             | | |
| 192                                                  | К-415                                  |                                               | проєкт 667А, 09780 «Аксон-2» | 7 76011 500                            | завод № 402, Сєверодвінськ                    | 4 ТА калібру 533-мм (16 торпед, дві з ядерною ГЧ), 2 ТА калібру 400-мм (4-6 торпед) ракетний комплекс Д-5 з БРПЧ 16 ракет Р-27 (РСМ-25)                                  | 4 липня 196926 вересня 197030 грудня 1970       | 1970–1988 | 17 липня 1988 року виведений зі складу флоту; 2011 року утилізований | 13 травня 1987 року перейменований на КС-415; 1987 року модифікований за проєктом 09780 «Аксон-2»                                             |
| 193                                                  | К-403 «Казань»                         | проєкт 667А, 667АК «Аксон-1», 09780 «Аксон-2» | 18 серпня 196925 березня 197112 серпня 1971 | 7 76011 500                            | завод № 402, Сєверодвінськ                    | 4 ТА калібру 533-мм (16 торпед, дві з ядерною ГЧ), 2 ТА калібру 400-мм (4-6 торпед) ракетний комплекс Д-5 з БРПЧ 16 ракет Р-27 (РСМ-25)                                  | 1971–2004                                       | 13 вересня 2004 року виведений зі складу флоту; 2010 року утилізований                                            | 14 липня 1981 року перейменований на КС-403; 1983 року модифікований за проєктом 667АК «Аксон-1»; 1996 року модифікований за проєктом 09780 «Аксон-2»; 30 липня 1997 року перейменований на К-403 «Казань» | |
| 194                                                  | К-245                                  |                                               | проєкт 667А, 667АУ | 7 76011 500                            | завод № 402, Сєверодвінськ                    | 4 ТА калібру 533-мм (16 торпед, дві з ядерною ГЧ), 2 ТА калібру 400-мм (4-6 торпед) ракетний комплекс Д-5 з БРПЧ 16 ракет Р-27 (РСМ-25)                                  | 16 жовтня 19699 серпня 197116 грудня 1971       | 1971–1992 | 14 березня 1992 року виведений зі складу флоту; 1996 року утилізований | 1977 року модифікований за проєктом 667АУ |
| 195                                                  | К-214                                  | 19 лютого 19701 вересня 197131 грудня 1971    | проєкт 667А, 667АУ | 7 76011 500                            | завод № 402, Сєверодвінськ                    | 4 ТА калібру 533-мм (16 торпед, дві з ядерною ГЧ), 2 ТА калібру 400-мм (4-6 торпед) ракетний комплекс Д-5 з БРПЧ 16 ракет Р-27 (РСМ-25)                                  | 1971–1991                                       | 24 червня 1991 року виведений зі складу флоту; 1998 року утилізований                                             | 1980 року модифікований за проєктом 667АУ; 17 березня 1989 року перейменований на КС-214 | |
| 196                                                  | К-219                                  | 28 травня 19708 жовтня 197131 грудня 1971     | проєкт 667А, 667АУ | 7 76011 500                            | завод № 402, Сєверодвінськ                    | 4 ТА калібру 533-мм (16 торпед, дві з ядерною ГЧ), 2 ТА калібру 400-мм (4-6 торпед) ракетний комплекс Д-5 з БРПЧ 16 ракет Р-27 (РСМ-25)                                  | 1971–1986                                       | 6 жовтня 1986 року затонув унаслідок аварії в Атлантичному океані. Загинуло 4 члени екіпажу, ще 4 померли пізніше | 1 лютого 1987 року виключений зі складу ВМФ | |
| 197                                                  | К-228                                  | 4 вересня 19703 травня 197230 вересня 1972    | проєкт 667А, 667АУ | 7 76011 500                            | завод № 402, Сєверодвінськ                    | 4 ТА калібру 533-мм (16 торпед, дві з ядерною ГЧ), 2 ТА калібру 400-мм (4-6 торпед) ракетний комплекс Д-5 з БРПЧ 16 ракет Р-27 (РСМ-25)                                  | 1972–1994                                       | 3 вересня 1994 року виведений зі складу флоту; 1997 року утилізований                                             | добудований за проєктом 667АУ | |
| 198                                                  | К-241                                  | 24 грудня 19709 червня 197223 жовтня 1972     | проєкт 667А, 667АУ | 7 76011 500                            | завод № 402, Сєверодвінськ                    | 4 ТА калібру 533-мм (16 торпед, дві з ядерною ГЧ), 2 ТА калібру 400-мм (4-6 торпед) ракетний комплекс Д-5 з БРПЧ 16 ракет Р-27 (РСМ-25)                                  | 1972–1992                                       | 16 червня 1992 року виведений зі складу флоту; 1994 року утилізований                                             | 1981 року модифікований за проєктом 667АУ | |
| 199                                                  | К-444                                  | 8 квітня 19711 серпня 19729 грудня 1972       | проєкт 667А, 667АУ | 7 76011 500                            | завод № 402, Сєверодвінськ                    | 4 ТА калібру 533-мм (16 торпед, дві з ядерною ГЧ), 2 ТА калібру 400-мм (4-6 торпед) ракетний комплекс Д-5 з БРПЧ 16 ракет Р-27 (РСМ-25)                                  | 1972–1994                                       | 30 вересня 1994 року виведений зі складу флоту; 1995 року утилізований                                            | 1983 року модифікований за проєктом 667АУ | |
| 200                                                  | К-339                                  | завод № 199, Комсомольськ-на-Амурі            | проєкт 667А, 667АУ | 7 76011 500                            | 23 лютого 196823 червня 196924 грудня 1969    | 4 ТА калібру 533-мм (16 торпед, дві з ядерною ГЧ), 2 ТА калібру 400-мм (4-6 торпед) ракетний комплекс Д-5 з БРПЧ 16 ракет Р-27 (РСМ-25)                                  | 1969–1990                                       | 19 квітня 1990 року виведений зі складу флоту; 1998 року утилізований                                             | 1982 року розпочав модифікацію за проєктом 667АТ; не завершена | |
| 201                                                  | К-434                                  | завод № 199, Комсомольськ-на-Амурі            | проєкт 667А, 667АУ | 7 76011 500                            | 23 лютого 196929 травня 197030 листопада 1970 | 4 ТА калібру 533-мм (16 торпед, дві з ядерною ГЧ), 2 ТА калібру 400-мм (4-6 торпед) ракетний комплекс Д-5 з БРПЧ 16 ракет Р-27 (РСМ-25)                                  | 1970–1989                                       | 17 березня 1989 року виведений зі складу флоту; 2007 року утилізований                                            | | |
| 202                                                  | К-236                                  | завод № 199, Комсомольськ-на-Амурі            | проєкт 667А, 667АУ | 7 76011 500                            | 17 квітня 196928 серпня 197027 грудня 1970    | 4 ТА калібру 533-мм (16 торпед, дві з ядерною ГЧ), 2 ТА калібру 400-мм (4-6 торпед) ракетний комплекс Д-5 з БРПЧ 16 ракет Р-27 (РСМ-25)                                  | 1970–1990                                       | 19 квітня 1990 року виведений зі складу флоту; 1994 року утилізований                                             | 1985 року розпочав модифікацію за проєктом 667АТ; не завершена | |
| 203                                                  | К-389                                  | завод № 199, Комсомольськ-на-Амурі            | проєкт 667А, 667АУ | 7 76011 500                            | 26 липня 197027 червня 197125 листопада 1971  | 4 ТА калібру 533-мм (16 торпед, дві з ядерною ГЧ), 2 ТА калібру 400-мм (4-6 торпед) ракетний комплекс Д-5 з БРПЧ 16 ракет Р-27 (РСМ-25)                                  | 1971–1990                                       | 19 квітня 1990 року виведений зі складу флоту; 1995 року утилізований                                             | | |
| 204                                                  | К-252                                  | завод № 199, Комсомольськ-на-Амурі            | проєкт 667А, 667АУ | 7 76011 500                            | 25 грудня 197012 вересня 197131 грудня 1971   | 4 ТА калібру 533-мм (16 торпед, дві з ядерною ГЧ), 2 ТА калібру 400-мм (4-6 торпед) ракетний комплекс Д-5 з БРПЧ 16 ракет Р-27 (РСМ-25)                                  | 1971–1989                                       | 17 березня 1989 року виведений зі складу флоту; 1991 року утилізований                                            | 1977 року модифікований за проєктом 667АУ | |
| 205                                                  | К-258                                  | завод № 199, Комсомольськ-на-Амурі            | проєкт 667А, 667АУ | 7 76011 500                            | 30 березня 197126 травня 197230 вересня 1972  | 4 ТА калібру 533-мм (16 торпед, дві з ядерною ГЧ), 2 ТА калібру 400-мм (4-6 торпед) ракетний комплекс Д-5 з БРПЧ 16 ракет Р-27 (РСМ-25)                                  | 1972–1991                                       | 16 червня 1991 року виведений зі складу флоту; 1998 року утилізований                                             | 1975 року модифікований за проєктом 667АУ | |
| 206                                                  | К-446                                  | завод № 199, Комсомольськ-на-Амурі            | проєкт 667А, 667АУ | 7 76011 500                            | 7 листопада 19718 серпня 197230 грудня 1972   | 4 ТА калібру 533-мм (16 торпед, дві з ядерною ГЧ), 2 ТА калібру 400-мм (4-6 торпед) ракетний комплекс Д-5 з БРПЧ 16 ракет Р-27 (РСМ-25)                                  | 1972–1993                                       | 17 березня 1993 року виведений зі складу флоту; 1996 року утилізований                                            | 1996 року модифікований за проєктом 667АУ | |
| 207                                                  | К-451                                  | завод № 199, Комсомольськ-на-Амурі            | проєкт 667А, 667АУ | 7 76011 500                            | 23 лютого 197229 квітня 19737 вересня 1973    | 4 ТА калібру 533-мм (16 торпед, дві з ядерною ГЧ), 2 ТА калібру 400-мм (4-6 торпед) ракетний комплекс Д-5 з БРПЧ 16 ракет Р-27 (РСМ-25)                                  | 1973–1991                                       | 16 червня 1991 року виведений зі складу флоту; 1999 року утилізований                                             | З 29 жовтня 1978 року — «60 років ВЛКСМ» | |
| 208                                                  | К-436                                  | завод № 199, Комсомольськ-на-Амурі            | проєкт 667А, 667АУ | 7 76011 500                            | 7 листопада 197225 липня 19735 грудня 1973    | 4 ТА калібру 533-мм (16 торпед, дві з ядерною ГЧ), 2 ТА калібру 400-мм (4-6 торпед) ракетний комплекс Д-5 з БРПЧ 16 ракет Р-27 (РСМ-25)                                  | 1973–1991                                       | 16 червня 1991 року виведений зі складу флоту; 1999 року утилізований                                             | | |
| 209                                                  | К-430                                  | завод № 199, Комсомольськ-на-Амурі            | проєкт 667А, 667АУ | 7 76011 500                            | 27 липня 197328 липня 197425 грудня 1974      | 4 ТА калібру 533-мм (16 торпед, дві з ядерною ГЧ), 2 ТА калібру 400-мм (4-6 торпед) ракетний комплекс Д-5 з БРПЧ 16 ракет Р-27 (РСМ-25)                                  | 1974–1992                                       | 14 березня 1992 року виведений зі складу флоту; у 2005 році утилізований                                          | | |
| Підводні човни проєкту 667АМ «Навага-М» (1 одиниця)  |                                        |                                               | |                                        |                                               | |                                                 | | | |
| ★                                                    | К-140                                  |                                               | проєкт 667АМ | 7 76011 500                            | завод № 402, Сєверодвінськ                    | 4 ТА калібру 533-мм (16 торпед), 2 ТА калібру 400-мм (4 торпеди) ракетний комплекс Д-11 з БРПЧ 12 ракет Р-31                                                             | 19 вересня 196523 серпня 196730 грудня 1967     | 1967–1990 | 19 квітня 1990 року виведений зі складу флоту; 1998 року утилізований | 1978 року модифікований з проєкту 667 |
| Підводні човни проєкту 667Б «Мурена» (18 одиниць)    |                                        |                                               | |                                        |                                               | |                                                 | | | |
| 210                                                  | К-279                                  |                                               | проєкт 667Б | 10 70013 700                           | завод № 402, Сєверодвінськ                    | 4 ТА калібру 533-мм (16 торпед), 2 ТА калібру 400-мм (4 торпеди) ракетний комплекс Д-9 з БРПЧ 12 ракет Р-29                                                              | 30 березня 197020 грудня 197127 грудня 1972     | 1972–1992 | 14 березня 1992 року виведений зі складу флоту; 2002 року утилізований | |
| 211                                                  | К-447                                  | 18 березня 197131 грудня 197230 вересня 1973  | проєкт 667Б | 10 70013 700                           | завод № 402, Сєверодвінськ                    | 4 ТА калібру 533-мм (16 торпед), 2 ТА калібру 400-мм (4 торпеди) ракетний комплекс Д-9 з БРПЧ 12 ракет Р-29                                                              | 1973–2004                                       | 5 березня 2004 року виведений зі складу флоту; 2004 року утилізований                                             | 1999 року присвоєне найменування «Кисловодськ» | |
| 212                                                  | К-450                                  | 30 липня 197115 квітня 197329 грудня 1973     | проєкт 667Б | 10 70013 700                           | завод № 402, Сєверодвінськ                    | 4 ТА калібру 533-мм (16 торпед), 2 ТА калібру 400-мм (4 торпеди) ракетний комплекс Д-9 з БРПЧ 12 ракет Р-29                                                              | 1973–1993                                       | 30 березня 1993 року виведений зі складу флоту; 1998 року утилізований                                            | | |
| 213                                                  | К-385                                  | 20 жовтня 197118 липня 19737 лютого 1974      | проєкт 667Б | 10 70013 700                           | завод № 402, Сєверодвінськ                    | 4 ТА калібру 533-мм (16 торпед), 2 ТА калібру 400-мм (4 торпеди) ракетний комплекс Д-9 з БРПЧ 12 ракет Р-29                                                              | 1974–1994                                       | 30 листопада 1994 року виведений зі складу флоту; 2003 року утилізований                                          | | |
| 214                                                  | К-457                                  | 31 грудня 197225 серпня 197330 грудня 1973    | проєкт 667Б | 10 70013 700                           | завод № 402, Сєверодвінськ                    | 4 ТА калібру 533-мм (16 торпед), 2 ТА калібру 400-мм (4 торпеди) ракетний комплекс Д-9 з БРПЧ 12 ракет Р-29                                                              | 1973–1999                                       | 1999 року виведений зі складу флоту; 2003 року утилізований                                                       | | |
| 215                                                  | К-465                                  | 22 березня 19722 грудня 197330 вересня 1974   | проєкт 667Б | 10 70013 700                           | завод № 402, Сєверодвінськ                    | 4 ТА калібру 533-мм (16 торпед), 2 ТА калібру 400-мм (4 торпеди) ракетний комплекс Д-9 з БРПЧ 12 ракет Р-29                                                              | 1974–1994                                       | 25 січня 1994 року виведений зі складу флоту; 2000 року утилізований                                              | | |
| 216                                                  | К-460                                  | 5 червня 19727 лютого 197420 вересня 1974     | проєкт 667Б | 10 70013 700                           | завод № 402, Сєверодвінськ                    | 4 ТА калібру 533-мм (16 торпед), 2 ТА калібру 400-мм (4 торпеди) ракетний комплекс Д-9 з БРПЧ 12 ракет Р-29                                                              | 1974–1995                                       | 28 березня 1995 року виведений зі складу флоту; 1999 року утилізований                                            | | |
| 217                                                  | К-472                                  | 10 серпня 197226 квітня 197414 листопада 1974 | проєкт 667Б | 10 70013 700                           | завод № 402, Сєверодвінськ                    | 4 ТА калібру 533-мм (16 торпед), 2 ТА калібру 400-мм (4 торпеди) ракетний комплекс Д-9 з БРПЧ 12 ракет Р-29                                                              | 1974–1995                                       | 28 березня 1995 року виведений зі складу флоту; 1998 року утилізований                                            | | |
| 218                                                  | К-475                                  | 17 жовтня 197225 червня 197423 грудня 1974    | проєкт 667Б | 10 70013 700                           | завод № 402, Сєверодвінськ                    | 4 ТА калібру 533-мм (16 торпед), 2 ТА калібру 400-мм (4 торпеди) ракетний комплекс Д-9 з БРПЧ 12 ракет Р-29                                                              | 1974–1995                                       | 28 березня 1995 року виведений зі складу флоту; 1998 року утилізований                                            | | |
| 219                                                  | К-171                                  | 24 січня 19734 серпня 197429 грудня 1974      | проєкт 667Б | 10 70013 700                           | завод № 402, Сєверодвінськ                    | 4 ТА калібру 533-мм (16 торпед), 2 ТА калібру 400-мм (4 торпеди) ракетний комплекс Д-9 з БРПЧ 12 ракет Р-29                                                              | 1974–1995                                       | 28 березня 1995 року виведений зі складу флоту; 2001 року утилізований                                            | | |
| 220                                                  | К-366                                  | завод № 199, Комсомольськ-на-Амурі            | проєкт 667Б | 10 70013 700                           | 6 березня 19738 червня 197430 грудня 1974     | 4 ТА калібру 533-мм (16 торпед), 2 ТА калібру 400-мм (4 торпеди) ракетний комплекс Д-9 з БРПЧ 12 ракет Р-29                                                              | 1974–1993                                       | 28 вересня 1993 року виведений зі складу флоту; 2001 року утилізований                                            | | |
| 221                                                  | К-417                                  | завод № 199, Комсомольськ-на-Амурі            | проєкт 667Б | 10 70013 700                           | 9 травня 19746 травня 197520 грудня 1975      | 4 ТА калібру 533-мм (16 торпед), 2 ТА калібру 400-мм (4 торпеди) ракетний комплекс Д-9 з БРПЧ 12 ракет Р-29                                                              | 1975–1995                                       | 12 січня 1995 року виведений зі складу флоту; 1999 року утилізований                                              | | |
| 222                                                  | К-477                                  | завод № 199, Комсомольськ-на-Амурі            | проєкт 667Б | 10 70013 700                           | 5 грудня 197413 липня 197530 грудня 1975      | 4 ТА калібру 533-мм (16 торпед), 2 ТА калібру 400-мм (4 торпеди) ракетний комплекс Д-9 з БРПЧ 12 ракет Р-29                                                              | 1975–1995                                       | 28 березня 1995 року виведений зі складу флоту; 2001 року утилізований                                            | | |
| 223                                                  | К-497                                  | завод № 199, Комсомольськ-на-Амурі            | проєкт 667Б | 10 70013 700                           | 21 лютого 197529 квітня 197631 жовтня 1976    | 4 ТА калібру 533-мм (16 торпед), 2 ТА калібру 400-мм (4 торпеди) ракетний комплекс Д-9 з БРПЧ 12 ракет Р-29                                                              | 1976–1995                                       | 28 березня 1995 року виведений зі складу флоту; 2001 року утилізований                                            | | |
| 224                                                  | К-500                                  | завод № 199, Комсомольськ-на-Амурі            | проєкт 667Б | 10 70013 700                           | 25 липня 197514 липня 197619 грудня 1976      | 4 ТА калібру 533-мм (16 торпед), 2 ТА калібру 400-мм (4 торпеди) ракетний комплекс Д-9 з БРПЧ 12 ракет Р-29                                                              | 1976–2000                                       | 2000 року виведений зі складу флоту; 2004 року утилізований                                                       | | |
| 225                                                  | К-512                                  | завод № 199, Комсомольськ-на-Амурі            | проєкт 667Б | 10 70013 700                           | 21 січня 197626 вересня 197618 серпня 1977    | 4 ТА калібру 533-мм (16 торпед), 2 ТА калібру 400-мм (4 торпеди) ракетний комплекс Д-9 з БРПЧ 12 ракет Р-29                                                              | 1977–1995                                       | 28 березня 1995 року виведений зі складу флоту; 2003 року утилізований                                            | 28 жовтня 1988 року присвоєне найменування «70 років ВЛКСМ» | |
| 226                                                  | К-523                                  | завод № 199, Комсомольськ-на-Амурі            | проєкт 667Б | 10 70013 700                           | 1 липня 19763 травня 197730 жовтня 1977       | 4 ТА калібру 533-мм (16 торпед), 2 ТА калібру 400-мм (4 торпеди) ракетний комплекс Д-9 з БРПЧ 12 ракет Р-29                                                              | 1977–1995                                       | 28 березня 1995 року виведений зі складу флоту; 2000 року утилізований                                            | | |
| 227                                                  | К-530                                  | завод № 199, Комсомольськ-на-Амурі            | проєкт 667Б | 10 70013 700                           | 5 листопада 197623 липня 197728 грудня 1977   | 4 ТА калібру 533-мм (16 торпед), 2 ТА калібру 400-мм (4 торпеди) ракетний комплекс Д-9 з БРПЧ 12 ракет Р-29                                                              | 1977–1999                                       | 1999 року виведений зі складу флоту; 2001 року утилізований                                                       | | |
| Підводні човни проєкту 667БД «Мурена-М» (4 одиниці)  |                                        |                                               | |                                        |                                               | |                                                 | | | |
| 228                                                  | К-182 «60 років Великого Жовтня»       |                                               | проєкт 667БД | 10 50015 750                           | завод № 402, Сєверодвінськ                    | 4 ТА калібру 533-мм (16 торпед), 2 ТА калібру 400-мм (4 торпеди) ракетний комплекс Д-9Д з БРПЧ 16 ракет Р-29Д                                                            | 10 квітня 197312 січня 197530 вересня 1975      | 1975–1995 | 30 квітня 1995 року виведений зі складу флоту; 2000 року утилізований | 4 листопада 1977 року присвоєне найменування «60 років Великого Жовтня»                                                                       |
| 229                                                  | К-92                                   | 9 липня 19733 травня 197517 грудня 1975       | проєкт 667БД | 10 50015 750                           | завод № 402, Сєверодвінськ                    | 4 ТА калібру 533-мм (16 торпед), 2 ТА калібру 400-мм (4 торпеди) ракетний комплекс Д-9Д з БРПЧ 16 ракет Р-29Д                                                            | 1975–1995                                       | 30 квітня 1995 року виведений зі складу флоту; 2000 року утилізований                                             | | |
| 230                                                  | К-193                                  | 3 вересня 19731 липня 197530 грудня 1975      | проєкт 667БД | 10 50015 750                           | завод № 402, Сєверодвінськ                    | 4 ТА калібру 533-мм (16 торпед), 2 ТА калібру 400-мм (4 торпеди) ракетний комплекс Д-9Д з БРПЧ 16 ракет Р-29Д                                                            | 1975–1996                                       | 24 квітня 1996 року виведений зі складу флоту; 1998 року утилізований                                             | | |
| 231                                                  | К-421                                  | 30 листопада 19731 липня 197530 грудня 1975   | проєкт 667БД | 10 50015 750                           | завод № 402, Сєверодвінськ                    | 4 ТА калібру 533-мм (16 торпед), 2 ТА калібру 400-мм (4 торпеди) ракетний комплекс Д-9Д з БРПЧ 16 ракет Р-29Д                                                            | 1975–1996                                       | 24 квітня 1996 року виведений зі складу флоту; 1999 року утилізований                                             | | |
| Підводні човни проєкту 667БДР «Кальмар» (14 одиниць) |                                        |                                               | |                                        |                                               | |                                                 | | | |
| 232                                                  | К-424                                  |                                               | проєкт 667БД, 667БДР | 10 60016 000                           | завод № 402, Сєверодвінськ                    | 4 ТА калібру 533-мм (16 торпед) ракетний комплекс Д-9Р з БРПЧ 16 ракет Р-29Р                                                                                             | 30 січня 197411 лютого 197630 грудня 1976       | 1976–1995 | 28 березня 1995 року виведений зі складу флоту; 1998 року утилізований | Закладався як ПЧ проєкту 667БД «Мурена-М» |
| 233                                                  | К-441                                  | проєкт 667БДР                                 | 7 травня 197425 травня 197631 жовтня 1976 | 10 60016 000                           | завод № 402, Сєверодвінськ                    | 4 ТА калібру 533-мм (16 торпед) ракетний комплекс Д-9Р з БРПЧ 16 ракет Р-29Р                                                                                             | 1976–1995                                       | 28 березня 1995 року виведений зі складу флоту; 2000 року утилізований                                            | | |
| 234                                                  | К-449                                  | проєкт 667БДР                                 | 19 липня 197429 липня 197626 грудня 1976 | 10 60016 000                           | завод № 402, Сєверодвінськ                    | 4 ТА калібру 533-мм (16 торпед) ракетний комплекс Д-9Р з БРПЧ 16 ракет Р-29Р                                                                                             | 1976–2001                                       | у серпні 2001 року виведений зі складу флоту; 2003 року утилізований                                              | | |
| 235                                                  | К-455                                  | проєкт 667БДР                                 | 16 жовтня 197416 серпня 197630 грудня 1976 | 10 60016 000                           | завод № 402, Сєверодвінськ                    | 4 ТА калібру 533-мм (16 торпед) ракетний комплекс Д-9Р з БРПЧ 16 ракет Р-29Р                                                                                             | 1976–2000                                       | у серпні 2000 року виведений зі складу флоту; 2003 року утилізований\|                                            | | |
| 236                                                  | К-490                                  | проєкт 667БДР                                 | 6 березня 197522 січня 197730 вересня 1977 | 10 60016 000                           | завод № 402, Сєверодвінськ                    | 4 ТА калібру 533-мм (16 торпед) ракетний комплекс Д-9Р з БРПЧ 16 ракет Р-29Р                                                                                             | 1977–2003                                       | у серпні 2003 року виведений зі складу флоту; 2006 року утилізований                                              | | |
| 237                                                  | К-487                                  | проєкт 667БДР                                 | 9 червня 19754 квітня 197727 грудня 1977 | 10 60016 000                           | завод № 402, Сєверодвінськ                    | 4 ТА калібру 533-мм (16 торпед) ракетний комплекс Д-9Р з БРПЧ 16 ракет Р-29Р                                                                                             | 1977–1998                                       | у 1998 року виведений зі складу флоту; 1999 року утилізований                                                     | | |
| 238                                                  | К-496 «Борисоглєбськ»                  | проєкт 667БДР                                 | 23 вересня 197513 серпня 197730 грудня 1977 | 10 60016 000                           | завод № 402, Сєверодвінськ                    | 4 ТА калібру 533-мм (16 торпед) ракетний комплекс Д-9Р з БРПЧ 16 ракет Р-29Р                                                                                             | 1977–2008                                       | у листопаді 2008 року виведений зі складу флоту; 2010 року утилізований                                           | 11 січня 1999 року присвоєне найменування «Борисоглєбськ» | |
| 239                                                  | К-506 «Зеленоград»                     | проєкт 667БДР                                 | 29 грудня 197526 березня 197930 листопада 1979 | 10 60016 000                           | завод № 402, Сєверодвінськ                    | 4 ТА калібру 533-мм (16 торпед) ракетний комплекс Д-9Р з БРПЧ 16 ракет Р-29Р                                                                                             | 1979–2010                                       | у липні 2010 року виведений зі складу флоту; 2016 року утилізований                                               | 15 вересня 1998 року присвоєне найменування «Зеленоград» | |
| 240                                                  | К-211 «Петропавловськ-Камчатський»     | проєкт 667БДР                                 | 19 квітня 197913 грудня 197928 серпня 1980 | 10 60016 000                           | завод № 402, Сєверодвінськ                    | 4 ТА калібру 533-мм (16 торпед) ракетний комплекс Д-9Р з БРПЧ 16 ракет Р-29Р                                                                                             | 1980–2010                                       | 19 листопада 2010 року виведений зі складу флоту; 2021 року утилізований                                          | 15 вересня 1998 року присвоєне найменування «Петропавловськ-Камчатський» | |
| 241                                                  | К-223 «Подольськ»                      | проєкт 667БДР                                 | 19 листопада 197930 квітня 198025 грудня 1980 | 10 60016 000                           | завод № 402, Сєверодвінськ                    | 4 ТА калібру 533-мм (16 торпед) ракетний комплекс Д-9Р з БРПЧ 16 ракет Р-29Р                                                                                             | 1980–2019                                       | 31 жовтня 2019 року виведений зі складу флоту; 2020 року утилізований                                             | 18 липня 1998 року присвоєне найменування «Подольськ» | |
| 242                                                  | К-180                                  | проєкт 667БДР                                 | 27 квітня 19808 листопада 198025 серпня 1981 | 10 60016 000                           | завод № 402, Сєверодвінськ                    | 4 ТА калібру 533-мм (16 торпед) ракетний комплекс Д-9Р з БРПЧ 16 ракет Р-29Р                                                                                             | 1981–2003                                       | 2003 року виведений зі складу флоту; 2004 року утилізований                                                       | | |
| 243                                                  | К-433 «Святий Георгій Побєдоносець»    | проєкт 667БДР                                 | 24 серпня 197920 червня 198015 грудня 1980 | 10 60016 000                           | завод № 402, Сєверодвінськ                    | 4 ТА калібру 533-мм (16 торпед) ракетний комплекс Д-9Р з БРПЧ 16 ракет Р-29Р                                                                                             | 1980–2018                                       | 2018 року виведений зі складу флоту; готується до утилізації                                                      | 15 вересня 1998 року присвоєне найменування «Святий Георгій Побєдоносець» | |
| 244                                                  | БС-136 «Оренбург»                      | проєкт 667БДР                                 | 9 квітня 197915 квітня 19815 листопада 1981 | 10 60016 000                           | завод № 402, Сєверодвінськ                    | 4 ТА калібру 533-мм (16 торпед) ракетний комплекс Д-9Р з БРПЧ 16 ракет Р-29Р                                                                                             | 1981–по т.ч.                                    | з 2021 у ремонті                                                                                                  | 22 березня 1996 року перейменований на КС-129. 2004 року присвоєне найменування «Оренбург». 2002 року модернізований за проєктом 09786 у носій надмалих ПЧ                                                 | |
| 245                                                  | К-44 «Рязань»                          | проєкт 667БДР                                 | 31 січня 198019 січня 198217 вересня 1982 | 10 60016 000                           | завод № 402, Сєверодвінськ                    | 4 ТА калібру 533-мм (16 торпед) ракетний комплекс Д-9Р з БРПЧ 16 ракет Р-29Р                                                                                             | 1982–по т.ч.                                    | | 10 січня 1998 року присвоєне найменування «Рязань» | |
| Підводні човни проєкту 667БДРМ «Дельфін» (7 одиниць) |                                        |                                               | |                                        |                                               | |                                                 | | | |
| 246                                                  | К-51 «Верхотур'є»                      |                                               | проєкт 667БДРМ | 11 74018 200                           | завод № 402, Сєверодвінськ                    | 4 ТА калібру 533-мм (12 торпед САЕТ-60М та 53-65М) ракетний комплекс Д-9РМ з БРПЧ 16 ракет Р-29РМ, Р-29РМУ2 «Синева» або Р-29РМУ2.1 «Лайнер»                             | 23 лютого 19817 березня 198429 грудня 1984      | 1984–по т.ч. | | Закладався під почесним найменуванням «Імені XXVI з'їзду КПРС». 9 лютого 1999 року присвоєне найменування «Верхотур'є»                        |
| 247                                                  | К-84 «Єкатеринбург»                    | 17 лютого 198217 березня 198530 грудня 1985   | проєкт 667БДРМ | 11 74018 200                           | завод № 402, Сєверодвінськ                    | 4 ТА калібру 533-мм (12 торпед САЕТ-60М та 53-65М) ракетний комплекс Д-9РМ з БРПЧ 16 ракет Р-29РМ, Р-29РМУ2 «Синева» або Р-29РМУ2.1 «Лайнер»                             | 1985–по т.ч.                                    | готується до списання                                                                                             | 9 лютого 1999 року присвоєне найменування «Єкатеринбург» | |
| 248                                                  | К-64 «Підмосков'я»                     | 18 грудня 19822 лютого 198623 грудня 1986     | проєкт 667БДРМ | 11 74018 200                           | завод № 402, Сєверодвінськ                    | 4 ТА калібру 533-мм (12 торпед САЕТ-60М та 53-65М) ракетний комплекс Д-9РМ з БРПЧ 16 ракет Р-29РМ, Р-29РМУ2 «Синева» або Р-29РМУ2.1 «Лайнер»                             | 1986–по т.ч.                                    | | 1999 року перейменований на БС-64. 2008 року присвоєне найменування «Підмосков'я» | |
| 249                                                  | К-114 «Тула»                           | 22 лютого 198422 січня 198730 жовтня 1987     | проєкт 667БДРМ | 11 74018 200                           | завод № 402, Сєверодвінськ                    | 4 ТА калібру 533-мм (12 торпед САЕТ-60М та 53-65М) ракетний комплекс Д-9РМ з БРПЧ 16 ракет Р-29РМ, Р-29РМУ2 «Синева» або Р-29РМУ2.1 «Лайнер»                             | 1987–по т.ч.                                    | | 21 серпня 1997 року присвоєне найменування «Тула» | |
| 250                                                  | К-117 «Брянськ»                        | 20 квітня 19858 лютого 198830 вересня 1988    | проєкт 667БДРМ | 11 74018 200                           | завод № 402, Сєверодвінськ                    | 4 ТА калібру 533-мм (12 торпед САЕТ-60М та 53-65М) ракетний комплекс Д-9РМ з БРПЧ 16 ракет Р-29РМ, Р-29РМУ2 «Синева» або Р-29РМУ2.1 «Лайнер»                             | 1988–по т.ч.                                    | | 27 січня 1998 року присвоєне найменування «Брянськ» | |
| 251                                                  | К-18 «Карелія»                         | 7 лютого 19862 лютого 198910 жовтня 1989      | проєкт 667БДРМ | 11 74018 200                           | завод № 402, Сєверодвінськ                    | 4 ТА калібру 533-мм (12 торпед САЕТ-60М та 53-65М) ракетний комплекс Д-9РМ з БРПЧ 16 ракет Р-29РМ, Р-29РМУ2 «Синева» або Р-29РМУ2.1 «Лайнер»                             | 1989–по т.ч.                                    | | 18 вересня 1996 року присвоєне найменування «Карелія» | |
| 252                                                  | К-407 «Новомосковськ»                  | 14 червня 198727 лютого 199027 листопада 1990 | проєкт 667БДРМ | 11 74018 200                           | завод № 402, Сєверодвінськ                    | 4 ТА калібру 533-мм (12 торпед САЕТ-60М та 53-65М) ракетний комплекс Д-9РМ з БРПЧ 16 ракет Р-29РМ, Р-29РМУ2 «Синева» або Р-29РМУ2.1 «Лайнер»                             | 1990–по т.ч.                                    | | 19 липня 1997 року присвоєне найменування «Новомосковськ» | |
| Підводні човни проєкту 941 «Акула» (6 одиниць)       |                                        |                                               | |                                        |                                               | |                                                 | | | |
| 253                                                  | ТК-208 «Дмитрий Донськой»              |                                               | проєкт 941, 941У, 941УМ | 23 20048 000                           | завод № 402, Сєверодвінськ                    | 6 ТА калібру 533-мм (22 торпеди 53-65К, СЕТ-65, САЕТ-60М і УСЕТ-80); ракето-торпеди «Водопад» чи «Шквал» ракетний комплекс Д-9 з БРПЧ: 20 ракет Р-39 або Р-30 «Булава»   | 17 червня 197623 вересня 198012 грудня 1981     | 1981–2023 | 6 лютого 2023 року виведений зі складу флоту | 1988-1991 рр. модифікований за проєктом 941У; 1996—2002 рр. — за проєктом 941УМ. 7 жовтня 2000 року присвоєне найменування «Дмитрій Донськой» |
| 254                                                  | ТК-202                                 | проєкт 941                                    | 1 жовтня 198026 квітня 198228 грудня 1983 | 23 20048 000                           | завод № 402, Сєверодвінськ                    | 6 ТА калібру 533-мм (22 торпеди 53-65К, СЕТ-65, САЕТ-60М і УСЕТ-80); ракето-торпеди «Водопад» чи «Шквал» ракетний комплекс Д-9 з БРПЧ: 20 ракет Р-39 або Р-30 «Булава»   | 1983–1995                                       | 28 березня 1995 року виведений зі складу флоту; 2005 року утилізований                                            | | |
| 255                                                  | ТК-12 «Симбірськ»                      | проєкт 941                                    | 19 квітня 198017 грудня 198326 грудня 1984 | 23 20048 000                           | завод № 402, Сєверодвінськ                    | 6 ТА калібру 533-мм (22 торпеди 53-65К, СЕТ-65, САЕТ-60М і УСЕТ-80); ракето-торпеди «Водопад» чи «Шквал» ракетний комплекс Д-9 з БРПЧ: 20 ракет Р-39 або Р-30 «Булава»   | 1984–1998                                       | 1998 року виведений зі складу флоту; 2005 року утилізований                                                       | У листопаді 2001 року з ініціативи екіпажу надійшла пропозиція присвоїти кораблю найменування «Симбірськ», але це не було затверджене командуванням                                                        | |
| 256                                                  | ТК-13                                  | проєкт 941                                    | 23 лютого 198230 квітня 198526 грудня 1985 | 23 20048 000                           | завод № 402, Сєверодвінськ                    | 6 ТА калібру 533-мм (22 торпеди 53-65К, СЕТ-65, САЕТ-60М і УСЕТ-80); ракето-торпеди «Водопад» чи «Шквал» ракетний комплекс Д-9 з БРПЧ: 20 ракет Р-39 або Р-30 «Булава»   | 1985–1998                                       | 1998 року виведений зі складу флоту; 2009 року утилізований                                                       | | |
| 257                                                  | ТК-17 «Архангельськ»                   | проєкт 941                                    | 24 лютого 198512 грудня 198615 грудня 1987 | 23 20048 000                           | завод № 402, Сєверодвінськ                    | 6 ТА калібру 533-мм (22 торпеди 53-65К, СЕТ-65, САЕТ-60М і УСЕТ-80); ракето-торпеди «Водопад» чи «Шквал» ракетний комплекс Д-9 з БРПЧ: 20 ракет Р-39 або Р-30 «Булава»   | 1987–?                                          | 2005 року виведений до резерву; в готовності до утилізації                                                        | 18 листопада 2002 року присвоєне найменування «Архангельськ» | |
| 258                                                  | ТК-20 «Сєвєрсталь»                     | проєкт 941                                    | 27 серпня 198511 квітня 198919 грудня 1989 | 23 20048 000                           | завод № 402, Сєверодвінськ                    | 6 ТА калібру 533-мм (22 торпеди 53-65К, СЕТ-65, САЕТ-60М і УСЕТ-80); ракето-торпеди «Водопад» чи «Шквал» ракетний комплекс Д-9 з БРПЧ: 20 ракет Р-39 або Р-30 «Булава»   | 1989–?                                          | 2004 року виведений до резерву; в готовності до утилізації                                                        | 20 червня 2000 року присвоєне найменування «Сєвєрсталь» | |
| Підводні човни проєкту 955 «Борей» (4 + 6 одиниць)   |                                        |                                               | |                                        |                                               | |                                                 | | | |
| 259                                                  | К-535 «Юрій Долгорукій»                |                                               | проєкт 955 | 14 72024 000                           | завод № 402, Сєверодвінськ                    | 8 ТА калібру 533-мм; протичовновий ракетний комплекс «В'юга»; ракето-торпеди «Водопад» (до 40 торпед, мін, ракето-торпед) ракетний комплекс Д-30 з 16 БРПЧ Р-30 «Булава» | 2 листопада 199612 лютого 200810 січня 2013     | 2013–по т.ч. | | закладався під ракетний комплекс Д-19УТТХ з 12 БРПЧ Р-39УТТХ «Барк». До 1 травня 1996 року мав назву «Санкт-Петербург»                        |
| 260                                                  | К-550 «Олександр Невський»             | 19 березня 200413 грудня 201023 грудня 2013   | проєкт 955 | 14 72024 000                           | завод № 402, Сєверодвінськ                    | 8 ТА калібру 533-мм; протичовновий ракетний комплекс «В'юга»; ракето-торпеди «Водопад» (до 40 торпед, мін, ракето-торпед) ракетний комплекс Д-30 з 16 БРПЧ Р-30 «Булава» | 2013–по т.ч.                                    | | | |
| 261                                                  | К-551 «Володимир Мономах»              | 19 березня 200630 грудня 201210 грудня 2014   | проєкт 955 | 14 72024 000                           | завод № 402, Сєверодвінськ                    | 8 ТА калібру 533-мм; протичовновий ракетний комплекс «В'юга»; ракето-торпеди «Водопад» (до 40 торпед, мін, ракето-торпед) ракетний комплекс Д-30 з 16 БРПЧ Р-30 «Булава» | 2014–по т.ч.                                    | | | |
| 262                                                  | К-549 «Князь Володимир»                | проєкт 955А                                   | 6 ТА калібру 533-мм; протичовновий ракетний комплекс «В'юга»; ракето-торпеди «Водопад» (до 40 торпед, мін, ракето-торпед) ракетний комплекс Д-30 з 16 БРПЧ Р-30 «Булава» | 14 72024 000                           | завод № 402, Сєверодвінськ                    | 30 липня 201217 листопада 201712 червня 2020 | 2020–по т.ч.                                    | | | |
| 263                                                  | К-552 «Князь Олег»                     | проєкт 955А                                   | 6 ТА калібру 533-мм; протичовновий ракетний комплекс «В'юга»; ракето-торпеди «Водопад» (до 40 торпед, мін, ракето-торпед) ракетний комплекс Д-30 з 16 БРПЧ Р-30 «Булава» | 14 72024 000                           | завод № 402, Сєверодвінськ                    | 27 липня 201416 липня 202021 грудня 2021 | 2021–по т.ч.                                    | | | |
| 264                                                  | К-553 «Генералісимус Суворов»          | проєкт 955А                                   | 6 ТА калібру 533-мм; протичовновий ракетний комплекс «В'юга»; ракето-торпеди «Водопад» (до 40 торпед, мін, ракето-торпед) ракетний комплекс Д-30 з 16 БРПЧ Р-30 «Булава» | 14 72024 000                           | завод № 402, Сєверодвінськ                    | 26 грудня 201411 січня 202229 грудня 2022 | 2022–по т.ч.                                    | | | |
| 265                                                  | К-554 «Імператор Олександр ІІІ»        | проєкт 955А                                   | 6 ТА калібру 533-мм; протичовновий ракетний комплекс «В'юга»; ракето-торпеди «Водопад» (до 40 торпед, мін, ракето-торпед) ракетний комплекс Д-30 з 16 БРПЧ Р-30 «Булава» | 14 72024 000                           | завод № 402, Сєверодвінськ                    | 18 грудня 201529 грудня 202211 грудня 2023 | 2023–по т.ч.                                    | | | |
| 266                                                  | К-555 «Князь Пожарський»               | проєкт 955А                                   | 6 ТА калібру 533-мм; протичовновий ракетний комплекс «В'юга»; ракето-торпеди «Водопад» (до 40 торпед, мін, ракето-торпед) ракетний комплекс Д-30 з 16 БРПЧ Р-30 «Булава» | 14 72024 000                           | завод № 402, Сєверодвінськ                    | 23 грудня 20163 лютого 202424 липня 2025 | 2025–по т.ч.                                    | | | |
| 257                                                  | К-??? «Дмитрій Донськой»               | проєкт 955А                                   | 6 ТА калібру 533-мм; протичовновий ракетний комплекс «В'юга»; ракето-торпеди «Водопад» (до 40 торпед, мін, ракето-торпед) ракетний комплекс Д-30 з 16 БРПЧ Р-30 «Булава» | 14 72024 000                           | завод № 402, Сєверодвінськ                    | 23 серпня 2021… | будується                                       | | | |
| 268                                                  | К-??? «Князь Потьомкін»                | проєкт 955А                                   | 6 ТА калібру 533-мм; протичовновий ракетний комплекс «В'юга»; ракето-торпеди «Водопад» (до 40 торпед, мін, ракето-торпед) ракетний комплекс Д-30 з 16 БРПЧ Р-30 «Булава» | 14 72024 000                           | завод № 402, Сєверодвінськ                    | 23 серпня 2021… | будується                                       | | | |

### Експериментальні атомні підводні човни
| №   | Назва                    | Зображення | Підтип                                        | Водотон., т надв.підв.  | Корабельня                 | Озброєння | Закладений Спуск на воду Введений           | На службі    | Доля | Прим. |
| --- | ------------------------ | ---------- | --------------------------------------------- | ----------------------- | -------------------------- | --- | ------------------------------------------- | ------------ | --- | --- |
| 269 | К-278 «Комсомолець»      |            | проєкт 685 «Плавник»                          | 5 880 тонн8 500         | завод № 402, Сєверодвінськ | 6 ТА калібру 533-мм (12 торпед) 10 ракето-торпед типу VA-111 «Шквал» та РК-55 «Гранат» з крилатою ракетою КС-122 | 22 квітня 19783 червня 198328 грудня 1983   | 1983–1989    | 7 квітня 1989 року затонув в Норвезькому морі внаслідок пожежі                                                           | |
| 270 | К-222                    |            | проєкт 661 «Анчар»                            | 5 1977 000              | завод № 402, Сєверодвінськ | 4 ТА калібру 533-мм (12 торпед) 10 крилатих ракет П-70 «Аметист»                                                 | 28 грудня 196317 грудня 196831 грудня 1969  | 1969–1988    | Закладався як ПЧ К-162. 15 січня 1978 року К-222. 14 березня 1989 року виведений зі складу флоту; 2010 року утилізований | найшвидший підводний човен у світі |
| ★   | К-452 «Новгород Великий» |            | проєкт 06704 «Чайка-Б»                        | 4 310 5 500             | Червоне Сормово, Горький   | 6 ТА калібру 533-мм (12 торпед); 2 ТА калібру 406-мм (4 торпеди) 8 крилатих ракети П-120 «Малахіт»               | 30 грудня 1972липень 197330 грудня 1973     | 1973–1998    | 30 травня 1998 року виведений зі складу флоту. 2000 року утилізований                                                    | З 1989 року — «Беркут», з 3 червня 1992 року — Б-452, з 22 грудня 1997 року — К-452 «Новгород Великий» |
| ★   | К-411 «Оренбург»         |            | проєкт 09774                                  | 7 76011 500             | завод № 402, Сєверодвінськ | 4 ТА калібру 533-мм (16 торпед, дві з ядерною ГЧ), 2 ТА калібру 400-мм (4-6 торпед)                              | 25 травня 196916 січня 197031 серпня 1970   | 1970–2004    | 2004 року виведений зі складу флоту; 2009 року утилізований                                                              | 1983-1990 роках модифікований за проєктом 09774 у носій глибоководних підводних апаратів |
| ★   | К-415                    |            | проєкт 667А, 09780 «Аксон-2»                  | 7 76011 500             | завод № 402, Сєверодвінськ | 4 ТА калібру 533-мм (16 торпед, дві з ядерною ГЧ), 2 ТА калібру 400-мм (4-6 торпед)                              | 4 липня 196926 вересня 197030 грудня 1970   | 1970–1988    | 17 липня 1988 року виведений зі складу флоту; 2011 року утилізований                                                     | 13 травня 1987 року перейменований на КС-415; 1987 року модифікований за проєктом 09780 «Аксон-2» |
| ★   | К-403 «Казань»           |            | проєкт 667А, 667АК «Аксон-1», 09780 «Аксон-2» | 7 76011 500             | завод № 402, Сєверодвінськ | 4 ТА калібру 533-мм (16 торпед, дві з ядерною ГЧ), 2 ТА калібру 400-мм (4-6 торпед)                              | 18 серпня 196925 березня 197112 серпня 1971 | 1971–2004    | 13 вересня 2004 року виведений зі складу флоту; 2010 року утилізований                                                   | 14 липня 1981 року перейменований на КС-403; 1983 року модифікований за проєктом 667АК «Аксон-1»; 1996 року модифікований за проєктом 09780 «Аксон-2»; 30 липня 1997 року перейменований на К-403 «Казань» |
| 271 | АС-12                    |            | проєкт 10831 «Лошарик»                        | ~2000 тонн ? (підводна) | завод № 402, Сєверодвінськ | немає | 1988 ?16 серпня 2003~ 2012                  | 2012–по т.ч. | у строю | атомна глибоководна станція. 1 липня 2019 року на спусковому апараті ПЧ сталася пожежа, загинули 14 моряків-підводників, у тому числі 7 капітанів 1 рангу, два Героя Росії                                 |

Позначення:
★ — човни, що зазнали глибокої модернізації зі зміною типу (класу) корабля